# 中华人民共和国民用机动车号牌
中华人民共和国民用机动车号牌是指在法定机关登记的准予民用机动车在中华人民共和国境内道路上行驶的法定标志，属于中华人民共和国机动车号牌。号牌一般在机动车辆的特定位置悬挂，其号码是机动车登记编号。目前所使用的編碼系統及版式自1992年起使用，也称92式号牌，并先后于2008年、2010年修订。2016年12月1日开始发放新能源汽车号牌，最早在上海、南京、无锡、济南、深圳5个城市试点发放，之后试点发放区域已扩展至全国其他城市。

## 历史
1949年，中华人民共和国成立后，各地公安机关开始各自发放车辆号牌，但各地车牌标准、编号方式不同。1950年10月，汽车牌照正式发放，采用顺序式机动车牌照，号码以省为单位，从小到大依序排列。1960年起，公安部统一规范牌照大小、标色和材质，并按照全国省、市、自治区序列号排序。顺序式机动车牌照经历了四代。
1986年8月，公安部开始发放第五代机动车号牌。此种车牌模仿日本车辆号牌，分为两行。第一行字符较小，以“省级行政区名称+两位数地区代码”的方式表明发证机关，地区代码顺序与现行的“92式”号牌地区代码顺序大致相同；第二行为5位阿拉伯数字、拉丁字母混排。牌面颜色方面，小型汽车号牌为绿底白字，大型汽车号牌为红底白字，外籍车辆为黑底红字，教练车为蓝底白字。由于此种车牌于1986年首次发放，因此又被称为“86式”。
1992年，公安部开始在乌鲁木齐、大庆等地试行第六代机动车号牌，被称为“92式号牌”，1994年开始在全国发放。该型号牌沿用至今。
2002年8月12日，北京市、天津市、杭州市、深圳市试点“2002式”机动车号牌。2002式机动车号牌计划自当年8月12日至12月31日在上述地区试点发放，车型范围覆盖大型汽车、小型汽车、摩托车和轻便摩托车四种。此种车牌可由车主自主编排编号，由六位拉丁字母或数字组成，将号码容量提升100倍以上。并且，2002式机动车号牌提高了制作防伪技术，全程进行计算机数字化管理，车牌内置车辆识别代码，与车辆绑定不能分离。然而，由于该制式号牌英文字母及数字组合几乎没有限制，导致号牌中出现了不少有争议的英文字母及数字组合。同时还发现该制式号牌字体不醒目、不耐高温、样式设计不合理以及当时的交警监控系统无法识别02式车牌等其他问题。2002年8月22日，中华人民共和国公安部召开紧急会议，决定“暂停2002式机动车号牌试点工作”，各试点城市交通管理部门已于当日起以“技术原因”为由停止发放2002式号牌。
2008年10月6日，包括北京、上海、深圳、广州在内的多个城市开始发行自选机动车车牌号。车牌显示方式与1992年式机动车号牌相同，但后五位字符可由车主自行选择，各地的牌号编码规则各不相同。例如北京只允许4位数字，1位拉丁字母，而深圳则最多可有2位拉丁字母。同时原有车牌编号选号方式继续使用，与自选牌号方式并用。
2016年11月21日，公安部宣布自2016年12月1日起，在上海、南京、无锡、济南、深圳5个城市试点发放新能源汽车号牌。根据公安部交通管理局于2016年4月至5月的民众的征求意见情况，最后选定得票率最高的式样作为最终式样。新能源汽车号牌号码比普通汽车号牌增加一位数，即六位数。试点期间，对民众新购买的新能源汽车，在5个试点城市办理注册登记的，将发放新能源汽车号牌；对已经登记的新能源汽车，按照自愿换领的原则，由车主自主选择是否换领新式号牌。而在试点城市以外新购买并注册登记的新能源汽车，仍然发放92式机动车号牌。同时，公安部也会计划研究改进普通汽车号牌式样。12月1日9时起，5个试点城市陆续发出第一张新能源汽车号牌，分别是苏A·D09999（南京）、苏B·D00100（无锡）、沪A·D00806（上海）、粤B·F03030（深圳）和鲁A·D11111（济南）。截至2017年8月，5个试点城市已发放新能源汽车号牌7.6万副。根据公安部安排，自2017年11月起，河北保定、吉林长春、福建福州、山东青岛、河南郑州、广东中山、广西柳州、重庆、四川成都、云南昆明发放新能源汽车号牌；2017年12月底前，除直辖市、省会市、自治区首府市启用外，各省（区）至少还有1至2个城市启用新能源汽车号牌；2018年上半年，全国所有城市全面启用新能源汽车号牌。

## 各代车牌样式及编码规则

### 86式号牌（已停用）

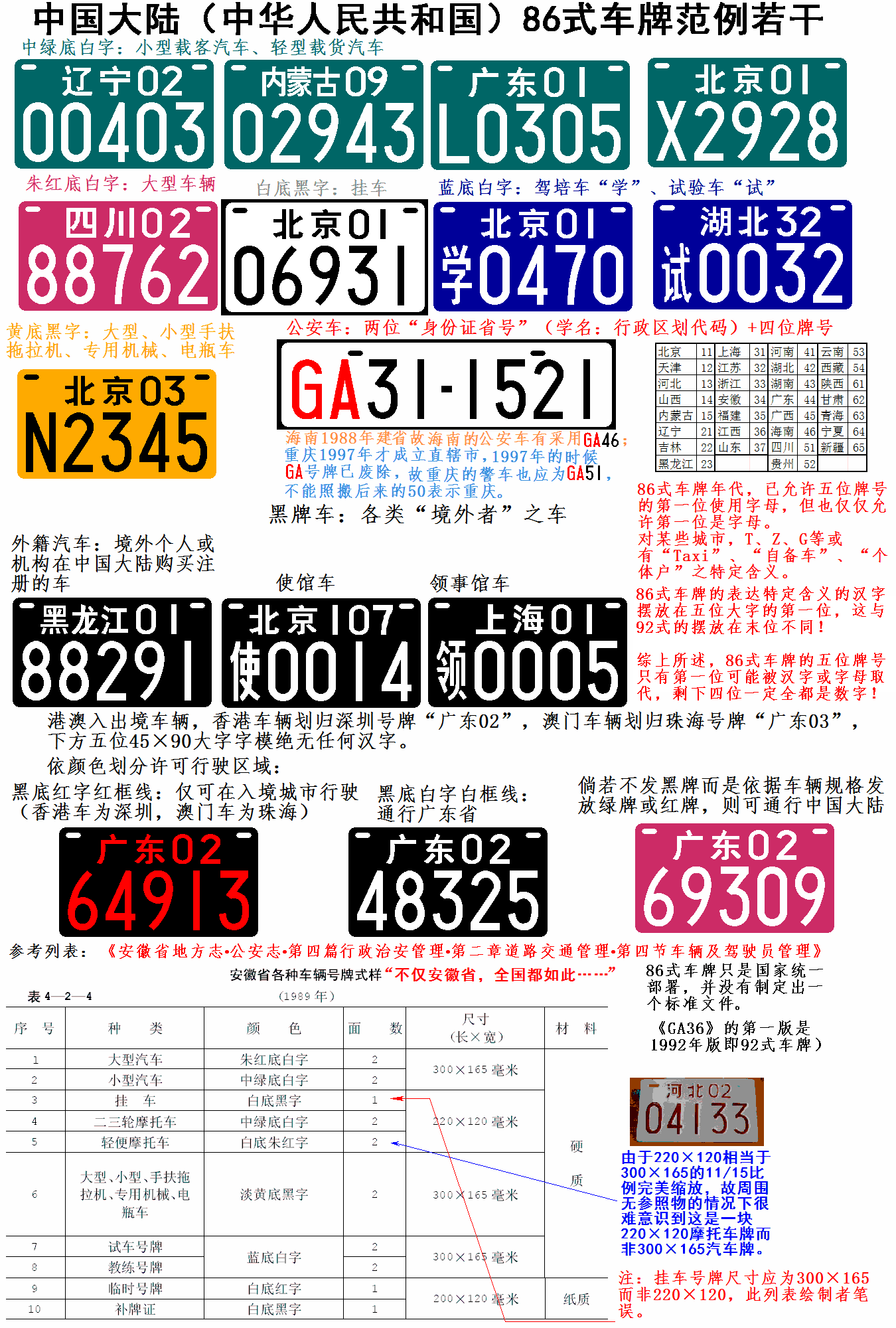
86式车牌绘图范例

1986年7月，中国大陸开始启用“86式”车牌。模仿日本车辆号牌格式：两行文字，上行小字行为省名+数字，下行为五位牌号。各类摩托车号牌为220×120mm，汽车号牌为300×165mm。但公安车除外，为一行文字的长牌。
- 小型载客汽车、轻型载货汽车：绿底白字；
- 大型载客汽车、重型载货汽车：红底白字；
- 挂车：白底黑字；
- 农用车：黄底白字；
- 教练车或试验车：蓝底白字；
- 各类外籍车：黑底，如属限制行驶区域的车辆，为红字。
- 公安车：红字GA（汉语拼音“公安”的首字母）+两位身份证省号+四位牌号。

### 92式号牌（现行）
“92式车牌”于1992年定型后，即在黑龙江大庆、新疆乌鲁木齐等少数地区试点。1994年7月起全国范围内开始整体废止86式车牌，换发92式车牌。但对于86式车牌中的粤港、粤澳牌（即“广东02”“广东03”）则一直使用到2001年，才被“粤Z港”“粤Z澳”取代。
1992年式机动车号牌由一個代表一级行政区的简体汉字配以一個拉丁字母和一組5位數字或拉丁字母組成，通常简体汉字之後的拉丁字母就是決定了該市對該省份的重要性，例如“A”是用於省會（自治区首府）或直轄市的市中心区所註冊的車輛，省會以外的城市就會按照其在1994年的经济发展水平和影響力而從“B”開始排列，從經濟特區註冊的車牌的字母會排列得較前（“B”至“D”，如深圳为粤B），之後就從地級市人口等因素來進行字母先後次序。福建省車牌順序為以福州為原點按城市在地圖上的位置順時針決定，省會福州為A，此後以福州為原點，按照各市在地圖上的順時針順序繞一圈從莆田B排列至寧德J。湖北省車牌順序為該市最後一次省管的時間為順序，省會武漢為A，黃石（1950）為B，十堰（1973）為C，沙市1949省轄，但中途改為地轄，1979復為省轄，所以為D，依此類推。一般来说，一个直辖市以外的城市通常仅对应一个車牌字母，但少部分省的縣級市或市轄區會出現跟其地級市車牌字母不一的原因，通常是在頒行時為一地級市，但之後又沒有跟其地級市相同的車牌字母（例如：廣東省佛山市就擁有三種不同車牌字母：“E”、“X”和“Y”（其中X和Y已于2018年2月起停止发放），云南省昆明市则拥有A和B两种车牌字母，其中后者为原地级东川市车牌（现东川区，已不再发放）），地級市較多省份甚至會盡用至“Z”（廣東省和四川省）。也有一些城市由于机动车保有量大量增加，现有的号段已不再满足需求，因此也存在两种車牌字母并存的情况（例如山东省青岛市有B和U两种车牌字母，浙江省杭州市有A和M两种车牌字母）。
另外為避免與數字“1”及“0”混淆，字母不會使用“I”、“O”（部分地區省直机关、公安系统的牌照例外，例如广州市公安局的车辆牌照「粵O A0001」，此类按照警车号牌管理）。“O”牌是民用号牌警用专段，始于20世纪90年代，享有道路优先通行权，一些地方政府部门和相关单位争相超范围使用，屡受公众诟病。2003年黑龙江省率先取消“O”牌，目前已有22个省市自治区取消此牌照。
牌面注明的编码如下：
- 普通民用号牌：首字段为省级行政区划简体汉字简称（如京、沪等）；次字段为二级行政区划拉丁字母代码；第三字段为5位阿拉伯数字、拉丁字母混排。
- 农用号牌：首字段为省级行政区划汉字简称；次字段为大写字母“NJ”（即“农机”的拼音首字母）；第三字段为5位阿拉伯数字、拉丁字母混排。

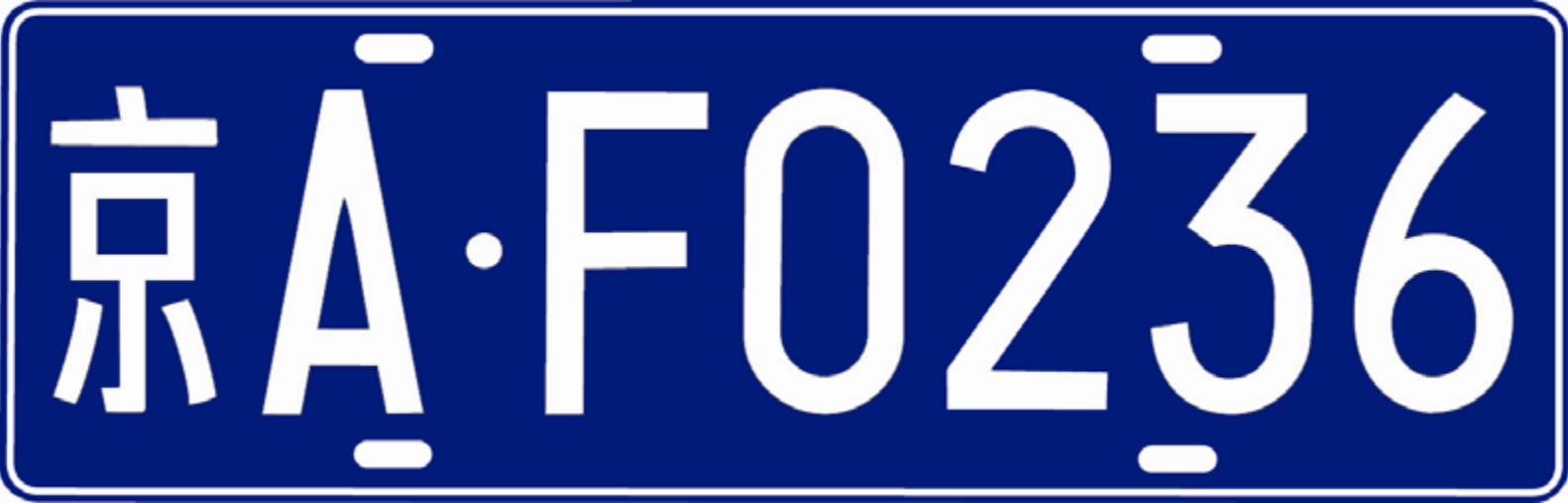
1992年式中华人民共和国小型汽车号牌示例

#### 特殊号牌
部分地区还有以下特殊号牌：
1. 拖拉机：
  1. 绿色号牌：首字段使用省级行政区划汉字2-3字简称（如北京、内蒙古、新疆等）；次字段为二级行政区划拉丁字母代码；第三字段为5位阿拉伯数字。例如：北京WJ52C90
  2. 红色号牌：首字段使用省级行政区划汉字2-3字简称；次字段为2位阿拉伯数字；第三字段为5位阿拉伯数字。例如：上海KA357T8
2. 低速货车、农用运输车、拖拉机变形运输机、农用客车等：
  1. 绿色号牌：首字段使用省级行政区划简体汉字简称（京，沪）；次字段为1-2位阿拉伯数字；第三字段为5位阿拉伯数字。

#### 新能源汽车号牌
新能源汽车号牌自2016年12月1日起在上海、南京、无锡、济南、深圳5个城市试点启用，2017年11月20日起在保定、长春、福州、青岛、郑州、中山、柳州、重庆、成都、昆明10个城市启用。2017年12月底前，除直辖市、省会、自治区首府启用外，各省（区）至少还有1至2个城市启用新号牌；2018年上半年，全国所有城市全面启用新号牌。

新能源汽车号牌专用标志

新能源汽车号牌增设了专用标志，标志整体以绿色为底色，寓意电动、新能源，绿色圆圈中右侧为电插头图案，左侧彩色部分与英文字母“E”（electric 电）相似。
新能源汽车号牌仅适用于“境内”“普通”“民用”“长期注册”——对于使馆车（使）、领事馆车（领）、教练车（学）、警车（警）、香港入出境内地车辆（港）、澳门入出境内地车辆（澳）、武警（WJ）、军用、应急救援（应急）、临时号牌（含临时行驶、试、超、临时入境）则不区分是否新能源，因此即便是新能源车辆，也没有专门的新能源号牌，而是照样适用其既往独有的号牌形式。
新能源汽车号牌的外廓尺寸为480mm×140mm，其中：
省级行政区汉字简称为45×90mm，虽然92式号牌（440×140mm）所用字符也是45×90mm，但是新能源号牌字体风格与92式号牌不同；
所使用的字母、数字，均为43×90mm。
- 小型新能源汽车号牌为渐变绿底黑字黑框线

- 大型新能源汽车号牌为黄绿双拼底黑字黑框线

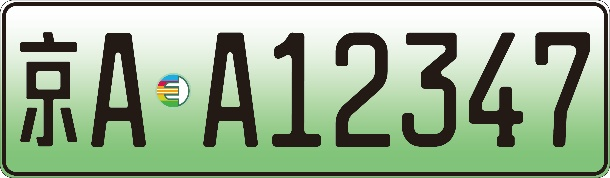
小型新能源汽车号牌示例

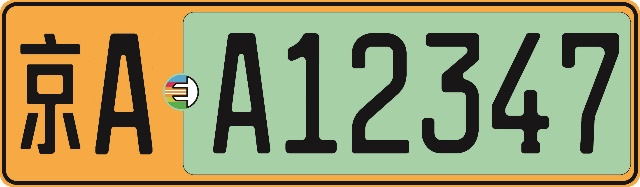
大型新能源汽车号牌示例

号牌号码由一個代表一级行政区的简体汉字配以一個拉丁字母和一組6位數字或拉丁字母組成，比普通汽车号牌增加一位。
其中，纯电动汽车优先启用字母D，待到D号段耗竭时慢慢逐步启用A、B、C、E；非纯电动汽车（包括插电式混合动力和燃料电池汽车等）优先启用字母F，待到F号段耗竭时慢慢逐步启用G、H、J、K。
小型汽车号牌中表达能源形式的字母位于号牌序号的第一位，大型汽车号牌中表达能源形式的字母位于号牌序号的最后一位。
小型车允许的组合：表达能源形式之字母＋五位数字；表达能源形式之字母＋任一字母（不含I、O）＋四位数字；
大型车允许的组合：五位数字＋表达能源形式之字母。
新能源汽车号牌采用无污染的烫印制作方式，制作工艺绿色环保。该号牌同时使用二维条码、防伪底纹暗记、激光图案等防伪技术，提高了防伪性能。

#### 应急救援号牌
2018年底启用的新式消防车号牌——应急救援专用号牌，采纳了新能源号牌的480×140mm外廓尺寸以及字体：省级行政区汉字简称、数字、字母，例如：鄂X5132应急、鄂S2256应急，字母目前只有S与X两个字母，其中S为曾经的森林消防局使用，X为消防救援局使用，2023年1月6日消防救援局和森林消防局整合成立国家消防救援局，暂时未有新的规定，同时字距编排不同于新能源号牌。

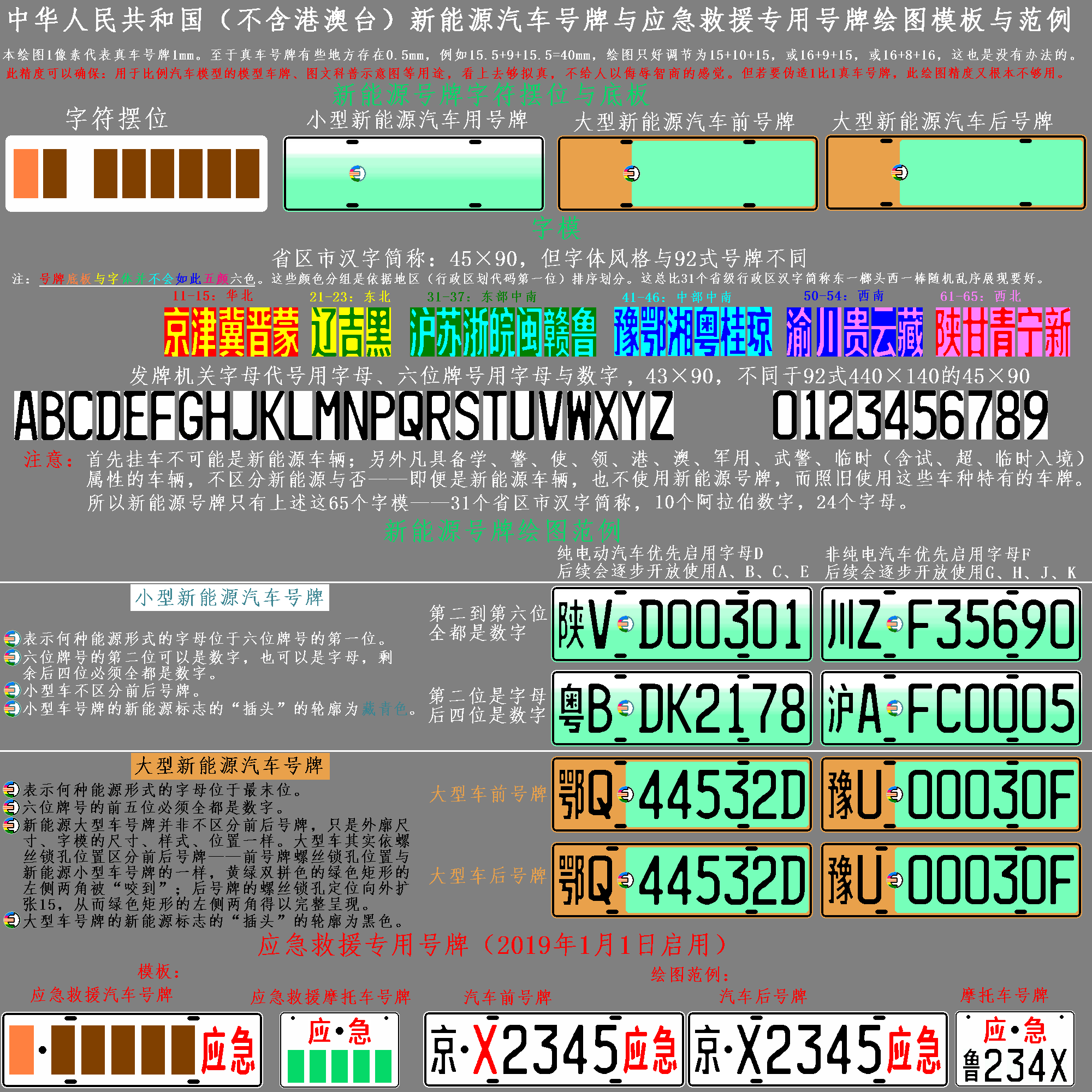
新能源号牌与应急救援专用号牌绘图模板与范例
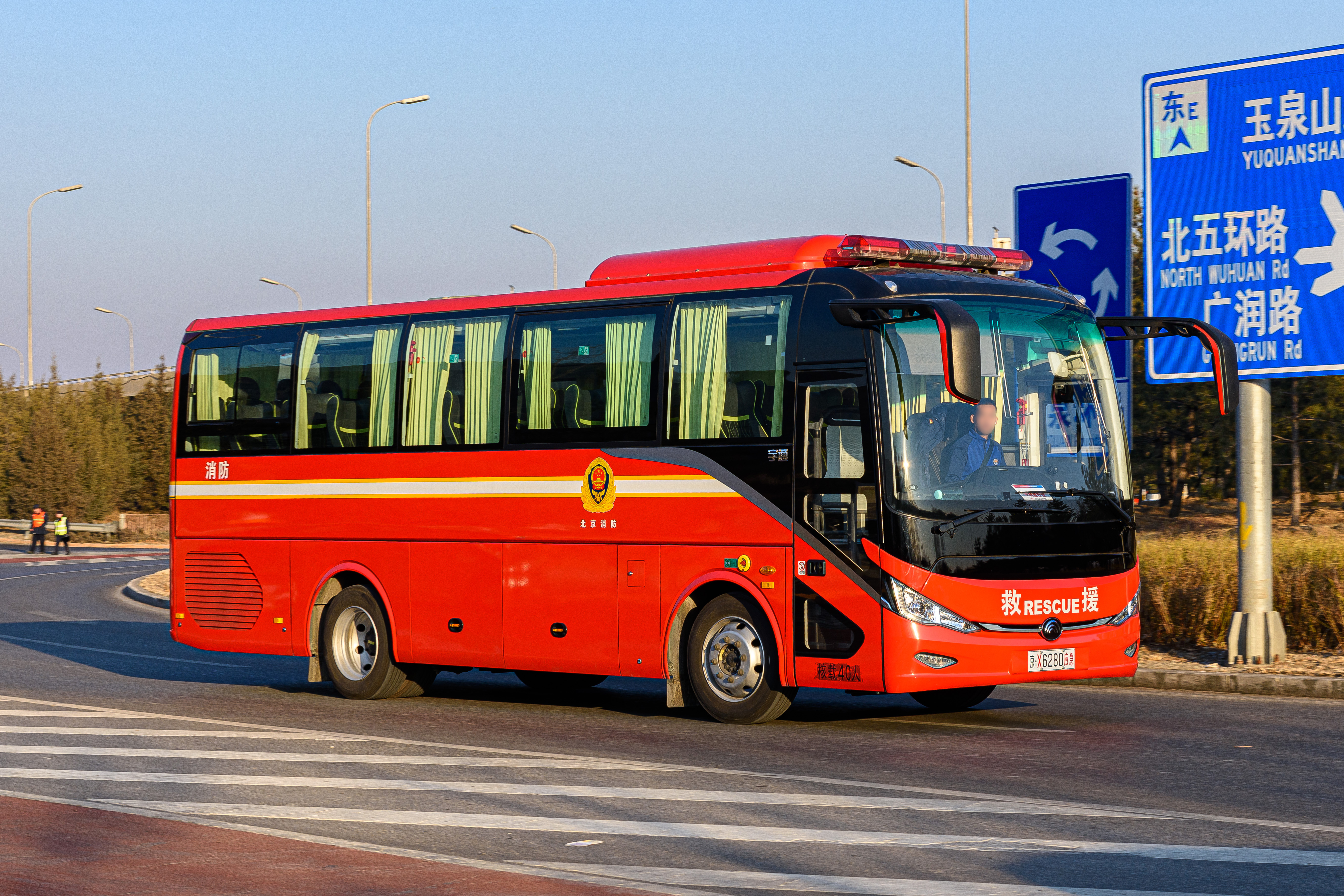
北京市消防救援总队一辆挂有“应急”字样牌照的大客车，前号牌“X”字为红色
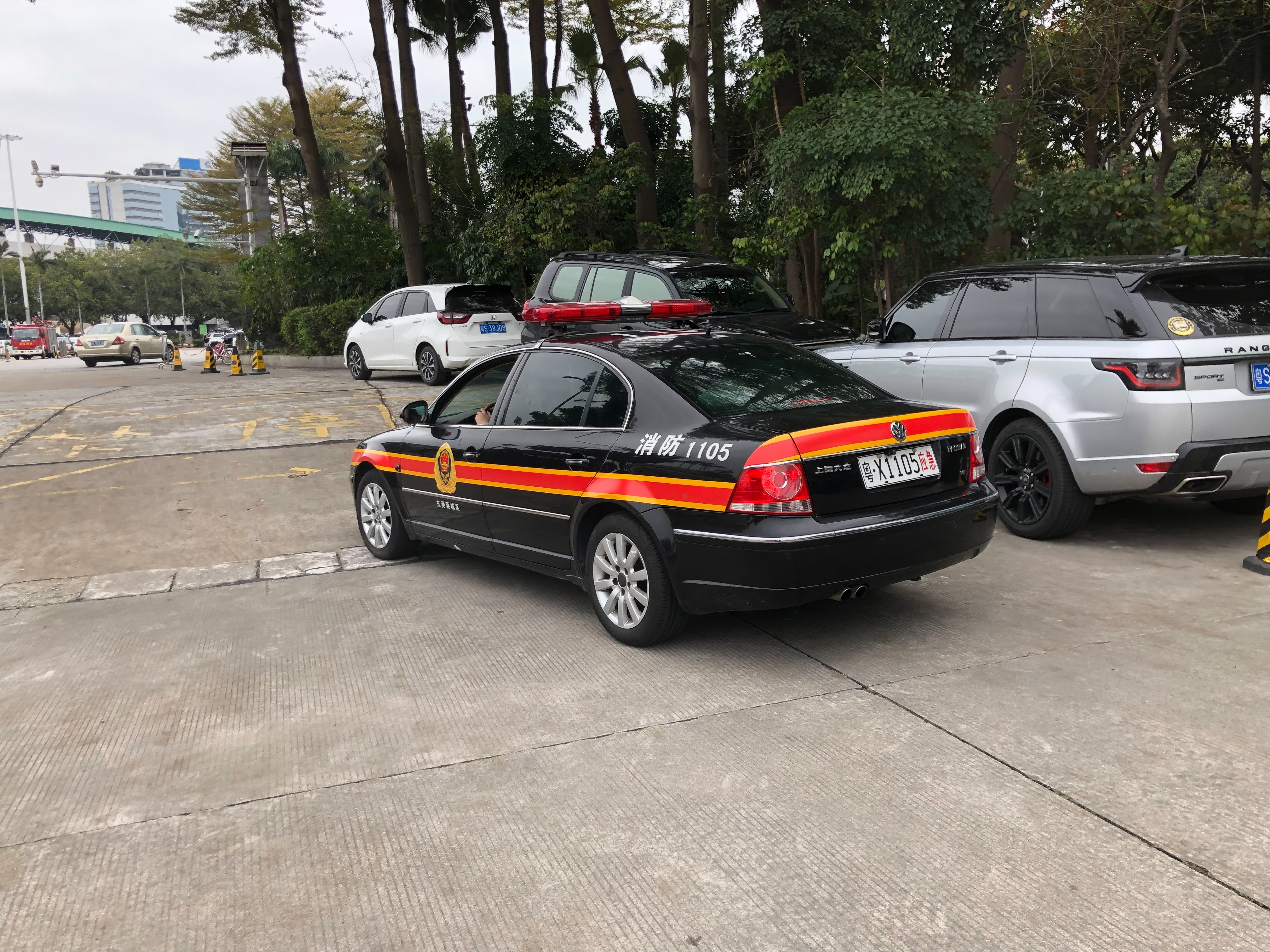
东莞市一辆挂有“应急”字样牌照的车辆，后号牌“X”字为黑色

### 02式号牌（已停用）

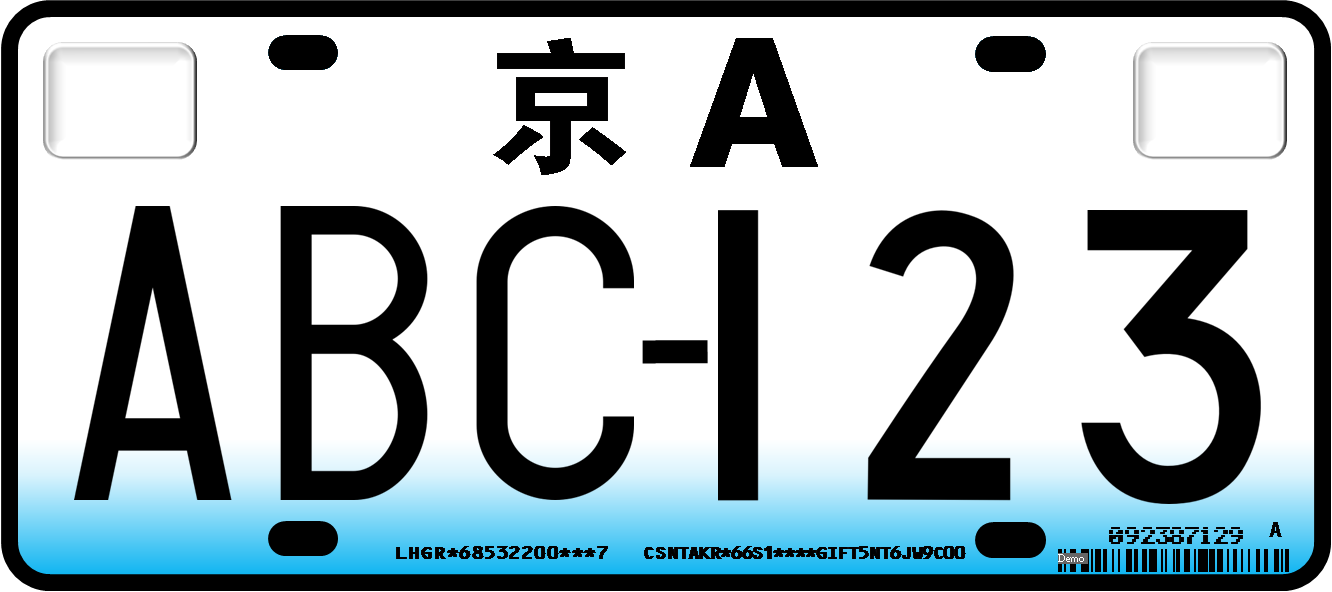
2002年制式机动车号牌简式示意图

自2002年8月12日起，北京市、天津市、杭州市、深圳市试点启用的“2002”机动车号牌分为大型汽车、小型汽车、摩托车和轻便摩托车共计四种号牌。
- 大型汽车号牌为黄底黑字黑框线
- 小型汽车号牌为蓝白彩底黑字黑框线
- 摩托车型号牌为黄底黑字黑框线
- 轻便摩托车型号牌为蓝白彩底黑字黑框线

机动车所有人在选号时遵循“3+3”原则，选号人自主编排编号，经计算机检索确认该号牌编号未被使用，即确定为该机动车的号牌号码，由公安交通管理部门车辆管理所现场制作，当场核发。

号牌编码组合方式：
- 3位英文字母-3位阿拉伯数字；
- 3位阿拉伯数字-3位英文字母；
- 3位阿拉伯数字-3位阿拉伯数字。

### 北京市（京）

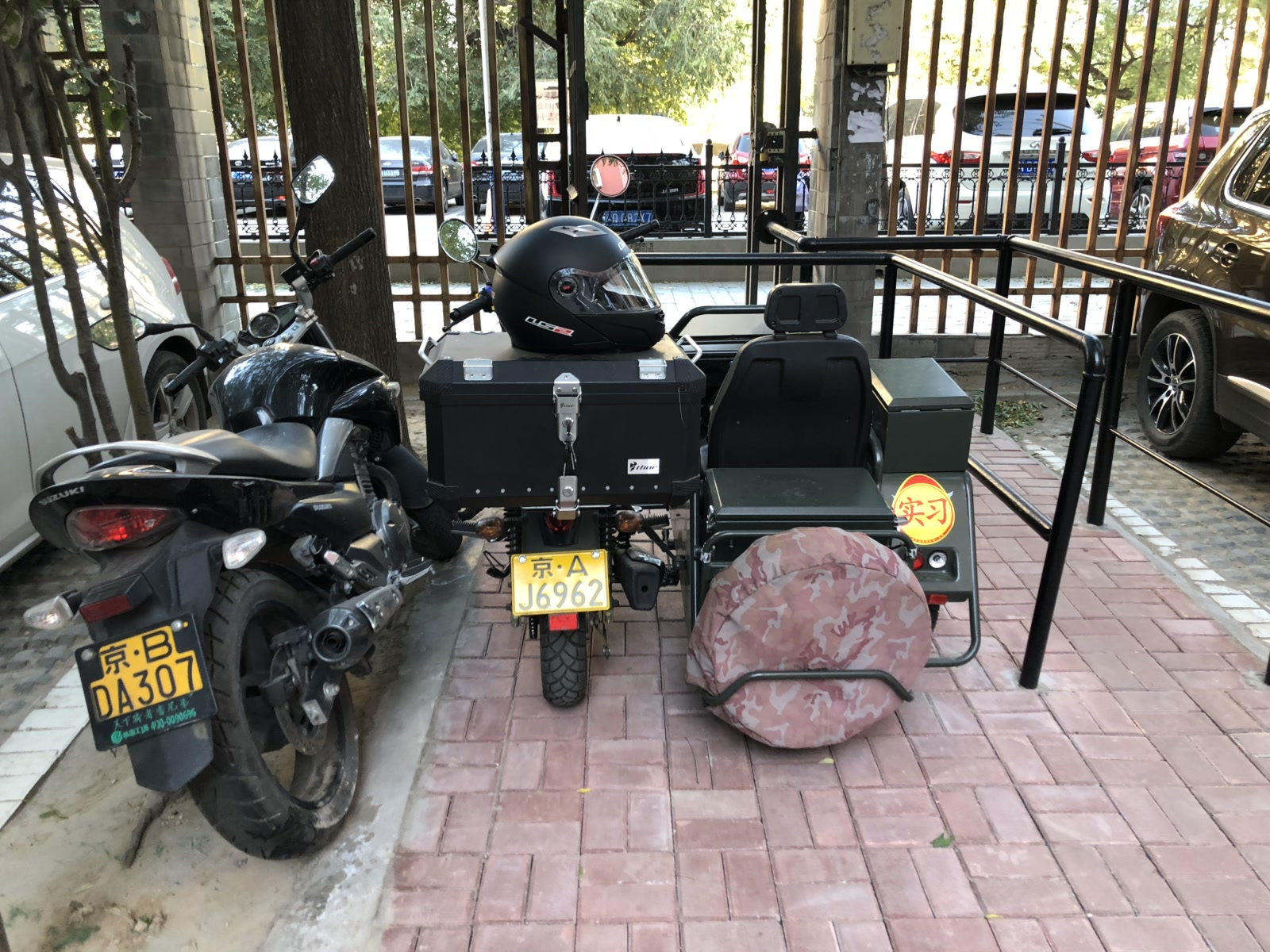
一辆京B号牌二轮摩托车与一辆京A号牌三轮摩托车

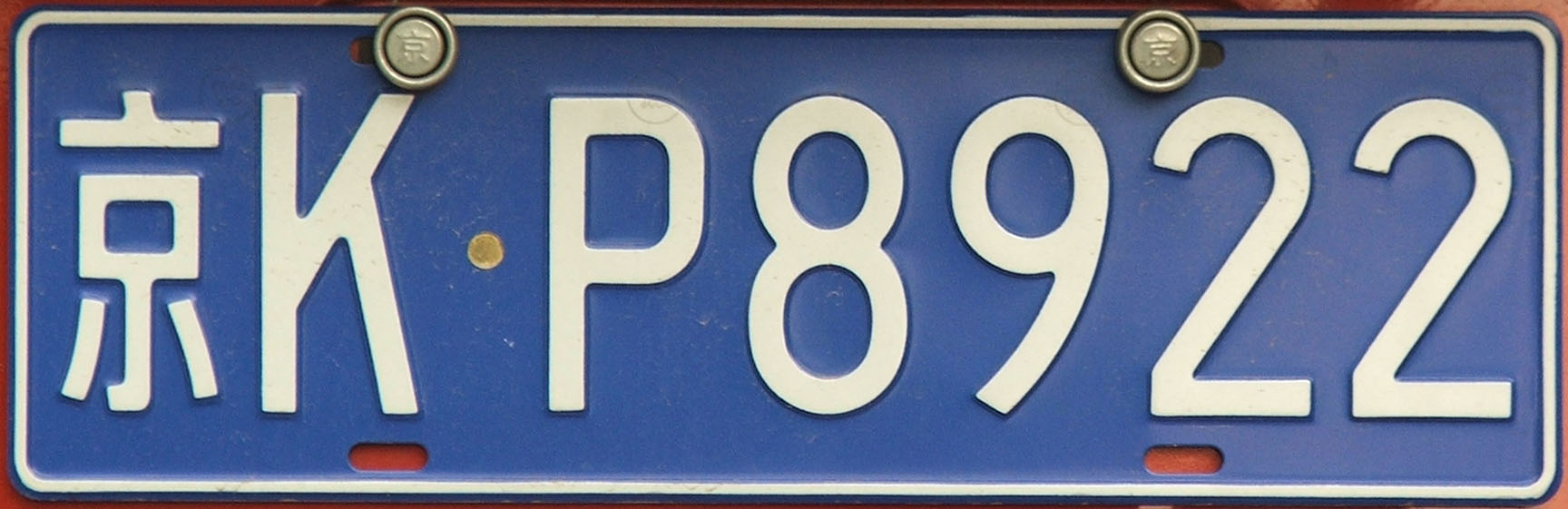
北京市蓝色车牌

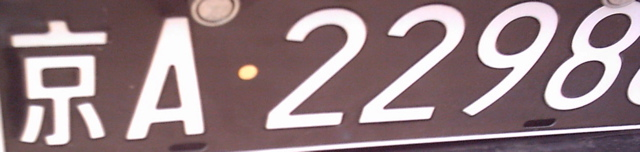
北京市黑色車牌，最後一個數字未摄下。（此类牌照已不再发放）

## 各地车辆号牌发牌机关代号

### 北京市（京）
- 汽车
  - A 市区普通汽車[註 3]、中央国家机关用车、外资机构用车、公交车、新能源汽车
  - B 出租车
  - C/E/F/H/J/K/L/M/N/P[註 4]/Q 市区普通汽車
  - D 警用
  - G/Y 郊区普通汽車[註 5]
  - R/S/T/U/W/X/Z 临时号牌

- 摩托车[註 6]
  - A 市區摩托车[註 7]
  - B 郊區摩托车[註 8]
  - C 部分行业专用摩托车[註 9]

### 天津市（津）
- A 公交车、警用、新能源汽车
- B/C/D/F/G/H/J/K/L/M/N/Q/R 天津市
- E 出租車

### 上海市（沪）

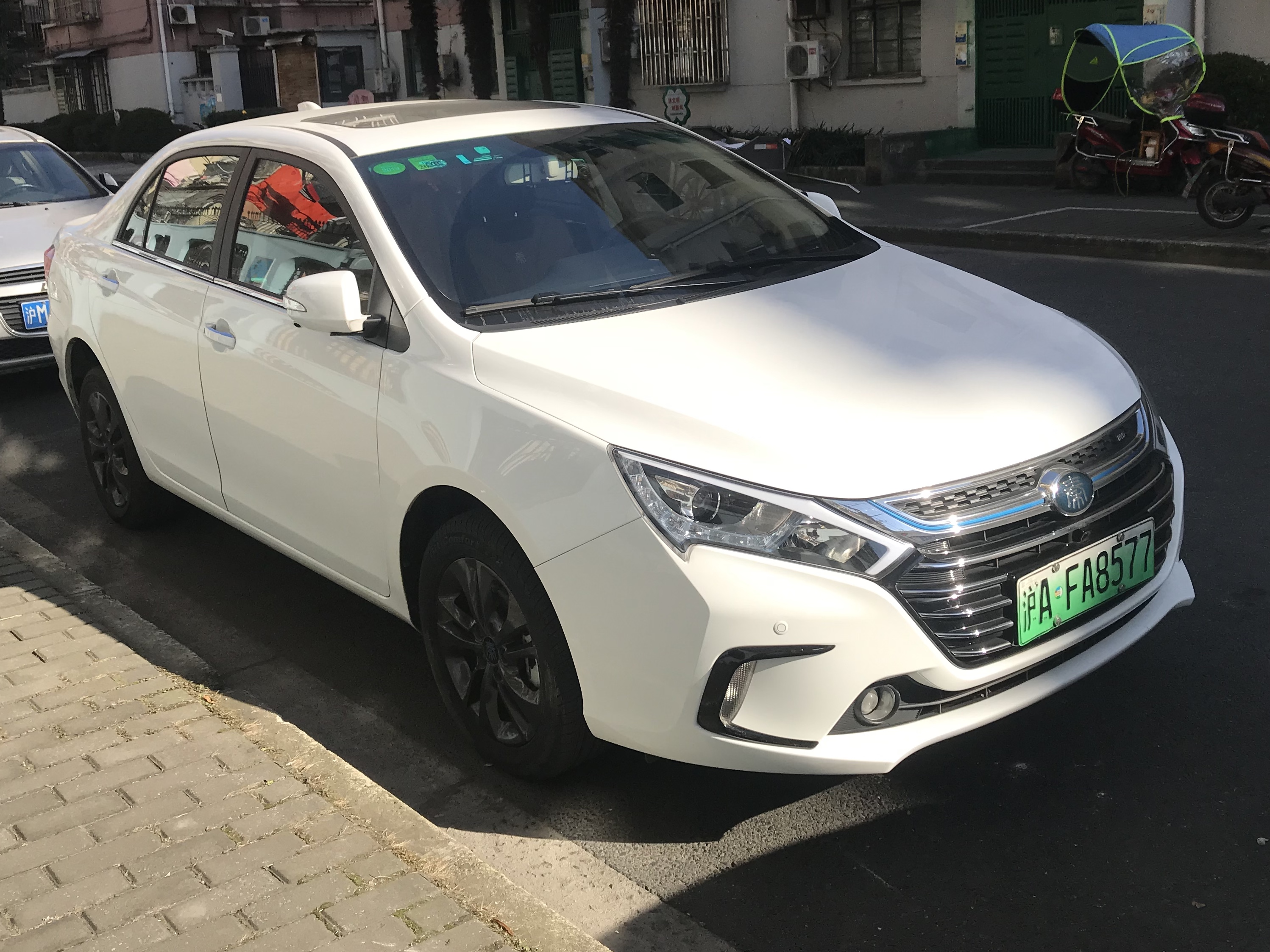
悬挂沪A新能源牌照的比亞迪·秦，该车无需竞标即可领取车牌

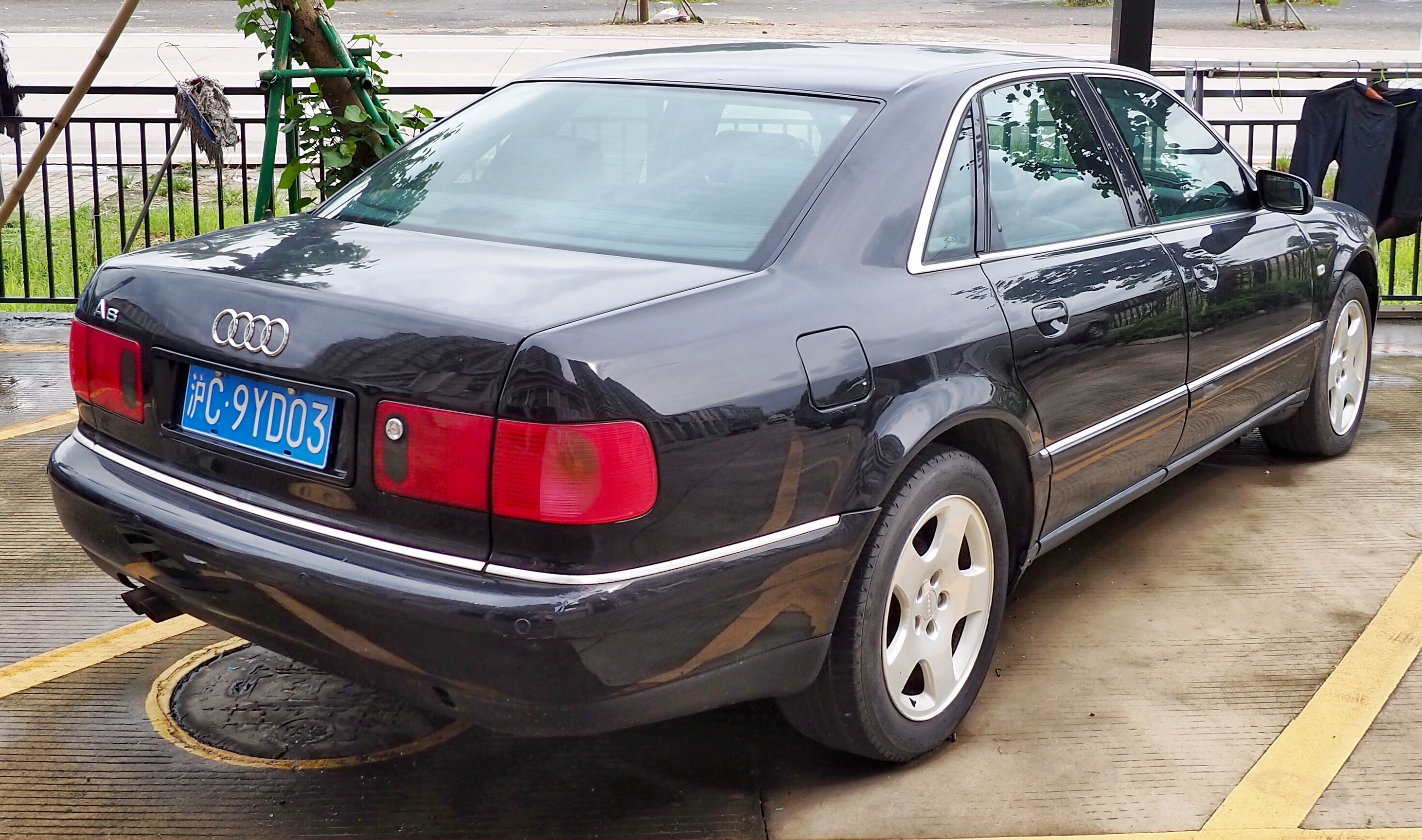
悬挂沪C牌照的奧迪A8，该车进入上海市区行驶时有一定限制

悬挂沪A牌照的宝马摩托车

### 河北省（冀）
- A 石家莊市
- B 唐山市
- C 秦皇岛市
- D 邯郸市
- E 邢台市
- F 保定市
- G 张家口市
- H 承德市
- J 沧州市
- K 原邯郸地区[註 10]
- L 原邢台地区[註 11]
- M 原石家庄地区[註 12]
- N 原保定地区[註 13]
- P 原张家口地区[註 14]
- Q 原承德地区[註 15]
- R 廊坊市
- S 原沧州地区[註 16]
- T 衡水市
- X 雄安新区[17]

### 山西省（晋）
- A 太原市
- B 大同市
- C 阳泉市
- D 长治市[註 17]
- E 晋城市
- F 朔州市
- G 原雁北地区[註 18]
- H 忻州市
- J 吕梁市
- K 晋中市
- L 临汾市
- M 运城市
- N 外资用
- O 警用

### 內蒙古自治區（蒙）
- A 呼和浩特市
- B 包头市
- C 乌海市
- D 赤峰市
- E 呼伦贝尔市
- F 兴安盟
- G 通辽市
- H 锡林郭勒盟
- J 乌兰察布市
- K 鄂尔多斯市
- L 巴彦淖尔市
- M 阿拉善盟
- O 警用[註 19][18]

### 遼寧省（辽）
- A 沈阳市
- B 大连市[註 20]
- C 鞍山市
- D 抚顺市
- E 本溪市
- F 丹东市
- G 锦州市
- H 营口市
- J 阜新市
- K 辽阳市
- L 盘锦市
- M 铁岭市
- N 朝阳市
- P 葫芦岛市
- V 省直系统

### 吉林省（吉）
- A 长春市[註 21][註 22]
- B 吉林市
- C 四平市
- D 辽源市
- E 通化市
- F 白山市
- G 白城市
- H 延边朝鲜族自治州
- J 松原市
- K 长白山保护开发区

### 黑龍江省（黑）
- A/L 哈尔滨市[註 23][註 24]
- B 齐齐哈尔市
- C 牡丹江市
- D 佳木斯市
- E 大庆市
- F 伊春市
- G 鸡西市
- H 鹤岗市
- J 双鸭山市
- K 七台河市
- M 绥化市
- N 黑河市
- P 大兴安岭地区
- R 农垦系統

### 上海市（沪）
- 汽车[註 25][註 26]
  - A/B/D/E/F/G/H/J/K/L/M/N 市區汽車[註 27]
  - C 郊区汽車[註 28][註 29]

- 摩托车[註 30]
  - A/B：市区摩托车[註 31][註 32]
  - C/D/E：郊区摩托车[註 33]
    - 沪CR、沪DR、沪ER：崇明岛、长兴岛及横沙岛摩托车号牌，不准进入除了上述三个岛屿之外的其他地区，俗称“岛牌”

### 江蘇省（苏）

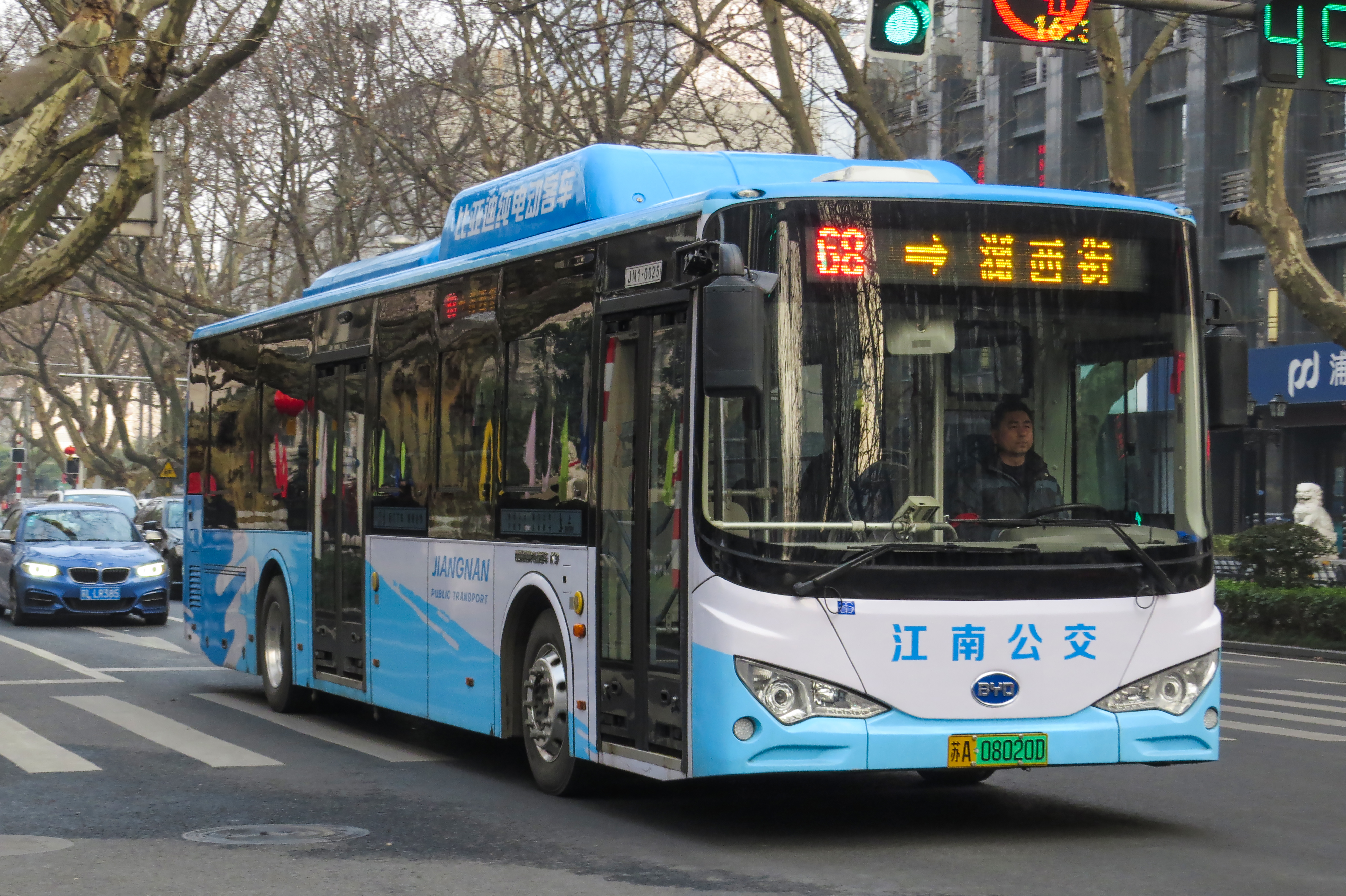
悬挂南京市新能源专用号牌的比亚迪K9公交车

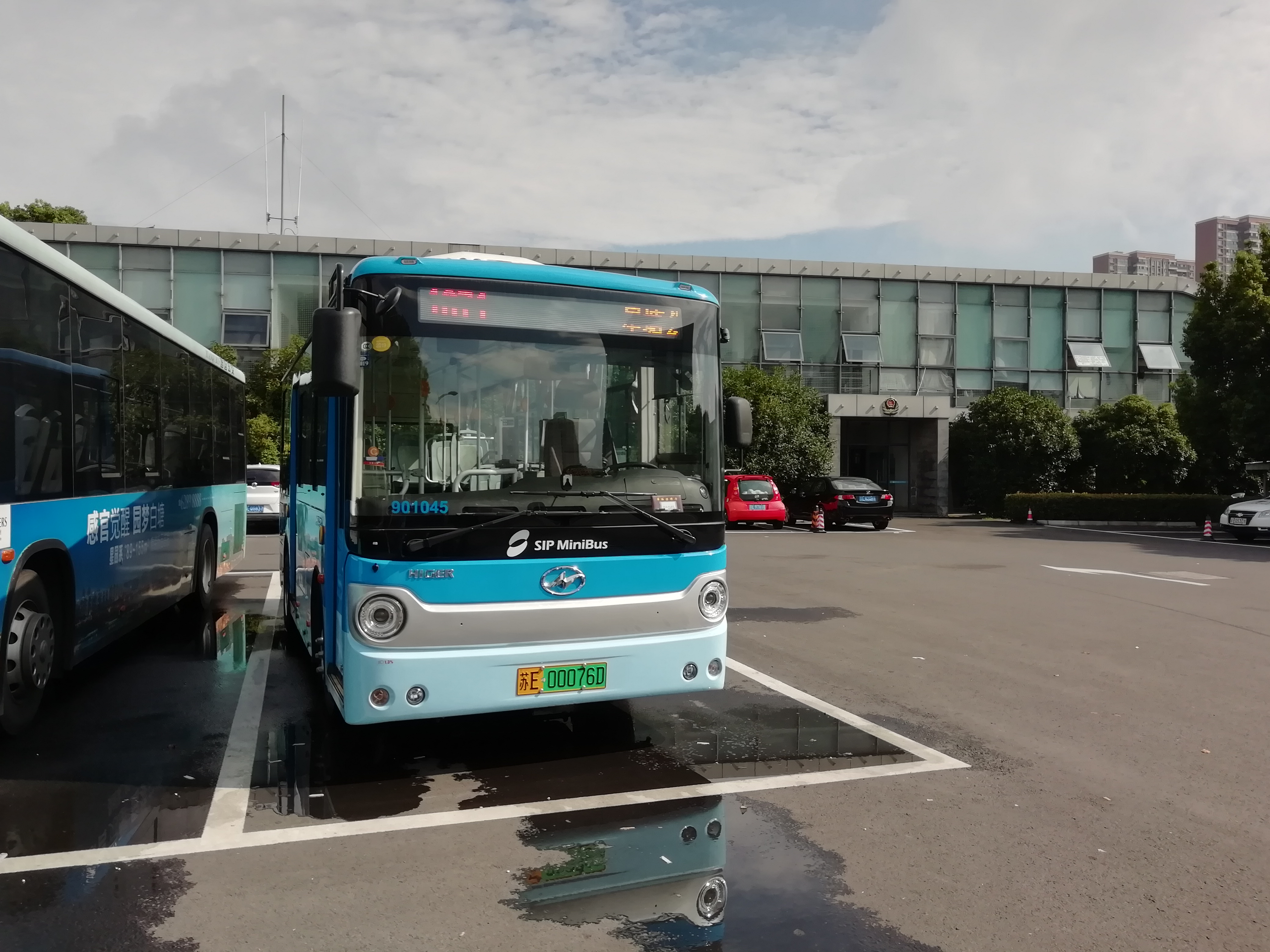
悬挂苏州市新能源专用号牌的苏州金龙海格小巴

### 安徽省（皖）

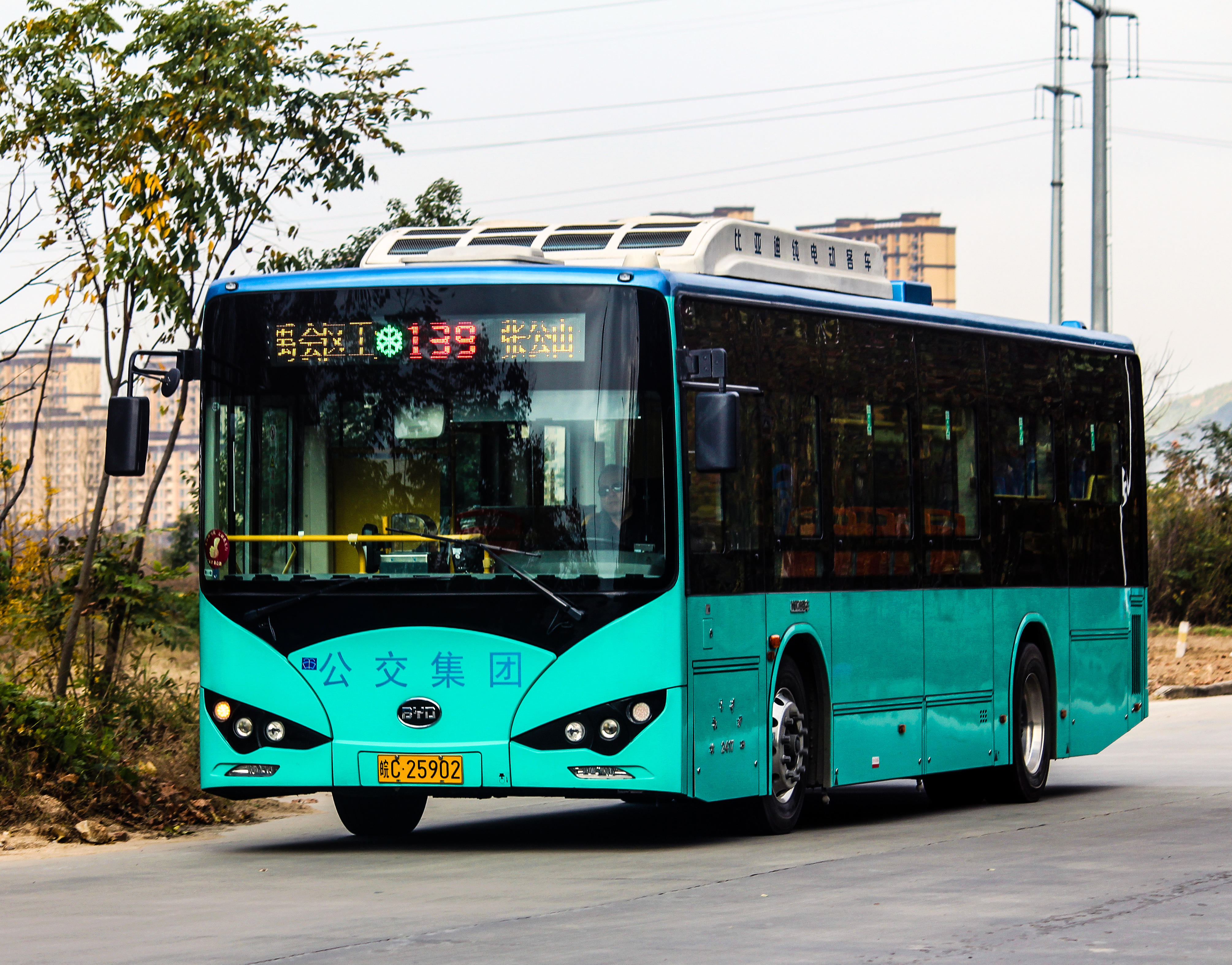
掛著蚌埠市公交車牌的比亞迪K8

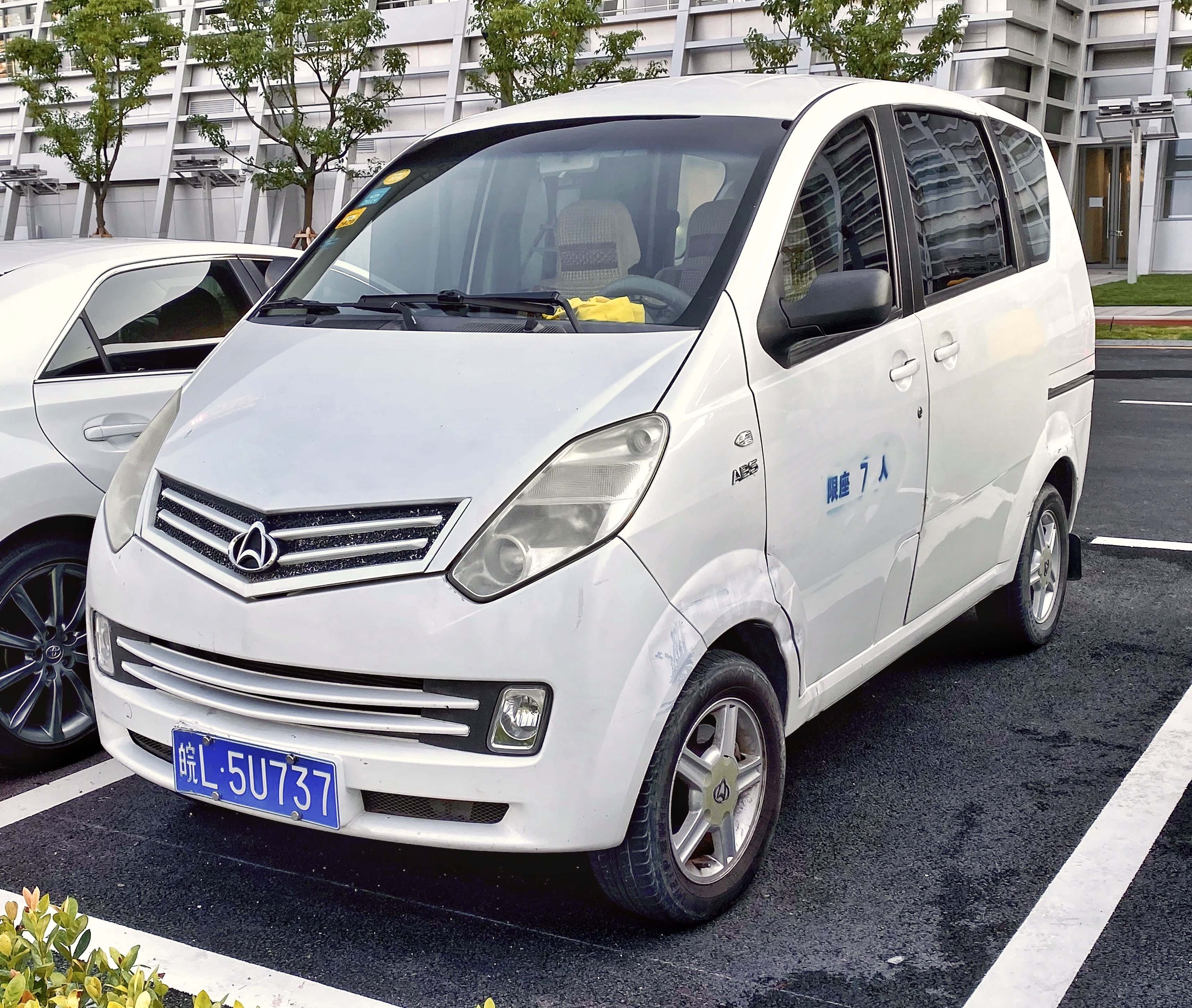
掛著宿州市車牌的長安CM8

### 廣東省（粤）

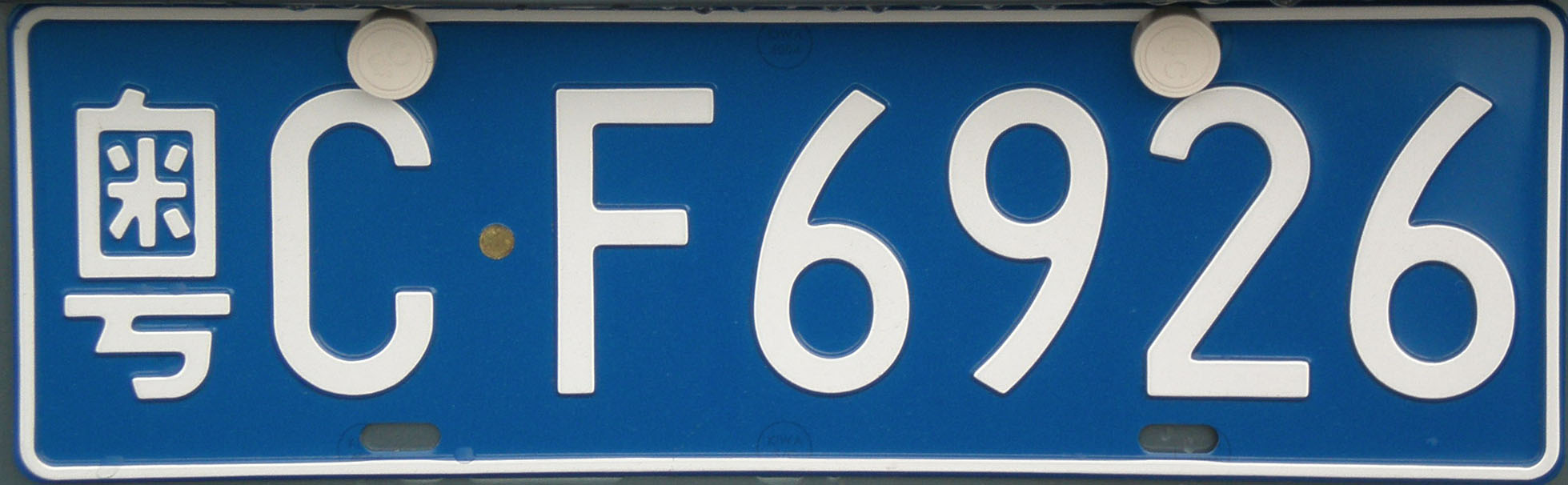
珠海市車牌

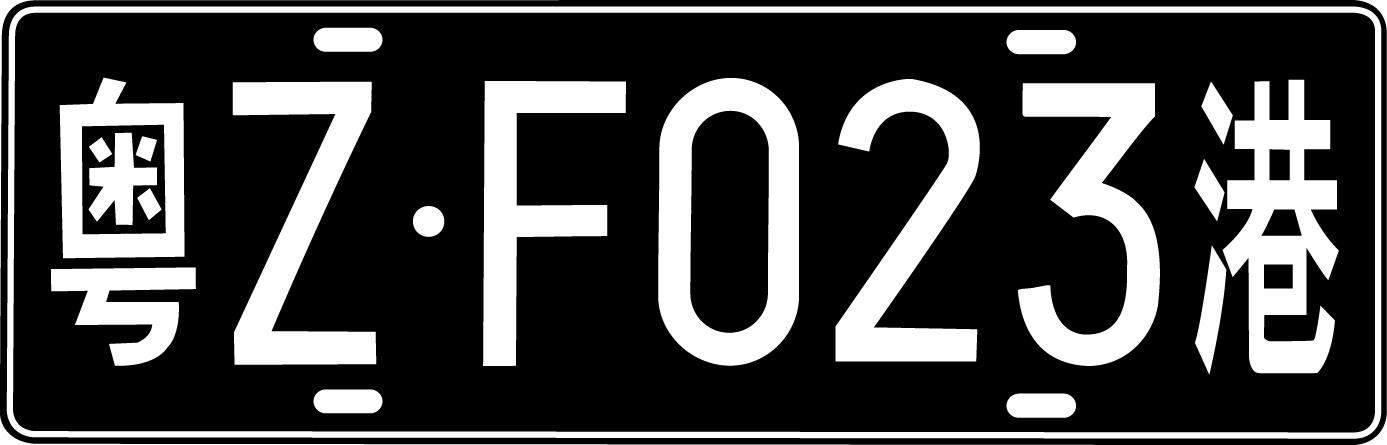
香港進入內地的所有車輛（港車北上计划下的车辆除外）

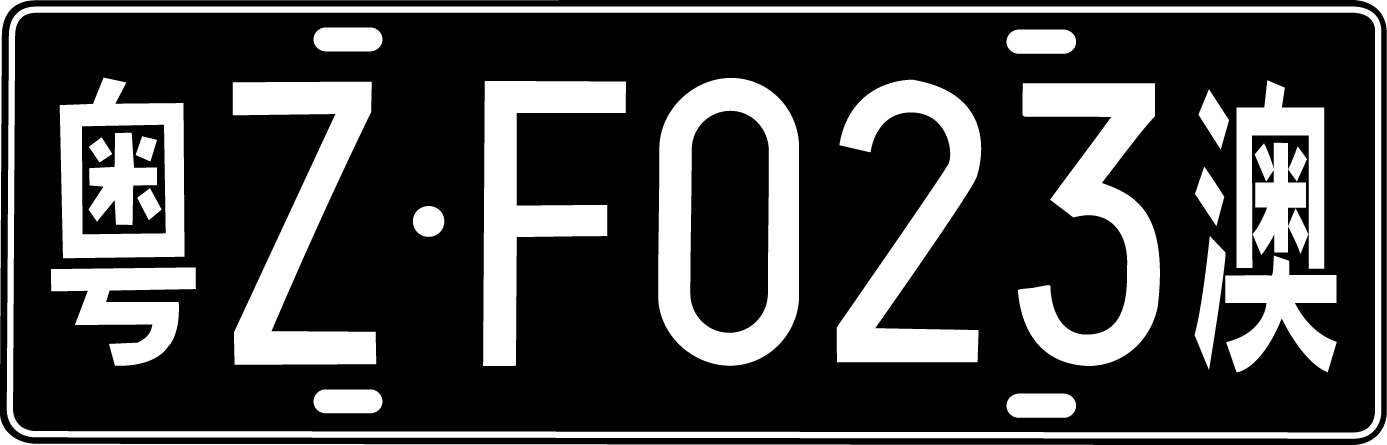
澳门進入內地的所有車輛（澳車北上及橫琴單牌車计划下的车辆除外）

### 江蘇省（苏）
- A 南京市
- B 无锡市
- C 徐州市
- D 常州市
- E/U 苏州市[註 34]
- F 南通市
- G 连云港市
- H 淮安市
- J 盐城市
- K 扬州市
- L 镇江市
- M 泰州市
- N 宿迁市

### 浙江省（浙）
- A/M 杭州市[註 35][註 36]
- B 宁波市
- C 溫州市
- D 绍兴市
- E 湖州市
- F 嘉兴市
- G 金华市
- H 衢州市
- J 台州市
- K 丽水市
- L 舟山市

### 安徽省（皖）
- A 合肥市
- B 芜湖市
- C 蚌埠市
- D 淮南市
- E 马鞍山市
- F 淮北市
- G 铜陵市
- H 安庆市
- J 黃山市
- K 阜阳市
- L 宿州市
- M 滁州市
- N 六安市
- P 宣城市
- Q 原巢湖市
- R 池州市
- S 亳州市

### 福建省（闽）
- A 福州市
- B 莆田市
- C 泉州市
- D 廈門市
- E 漳州市
- F 龍岩市
- G 三明市
- H 南平市
- J 寧德市

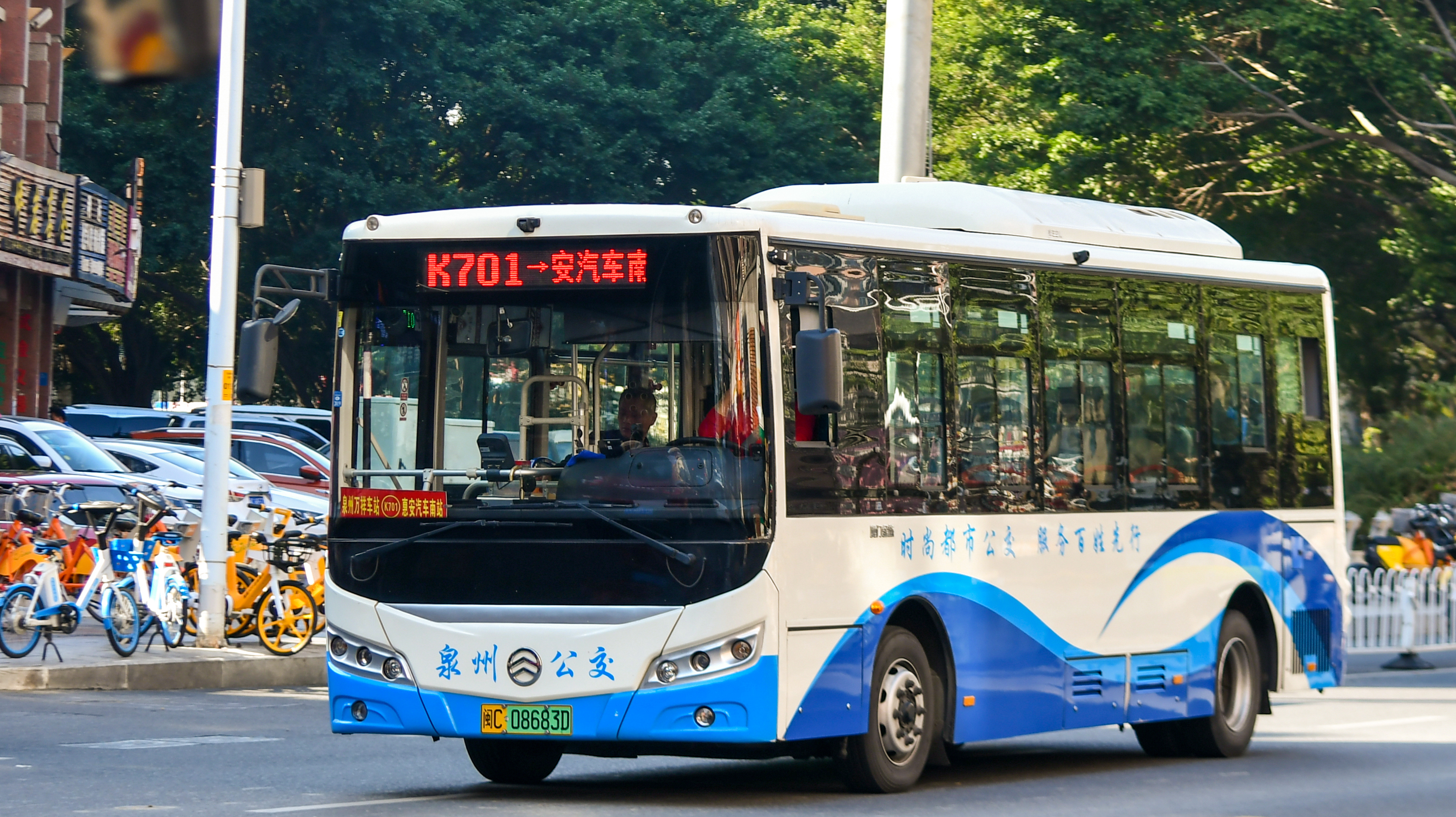
悬挂泉州市新能源专用号牌的金旅XML6805JEVY0C1型纯电动城市客车

- K 平潭综合实验区、省直系统[註 37]
- O 警用

### 江西省（赣）
- A/M 南昌市[註 38]
- B 贛州市
- C 宜春市
- D 吉安市
- E 上饒市
- F 撫州市
- G 九江市
- H 景德鎮市
- J 萍鄉市
- K 新余市
- L 鷹潭市
- O 高速交警[註 39]

### 山東省（鲁）
- A/S 濟南市[註 40]
- B/U 青島市[註 41]
- C 淄博市
- D 棗莊市
- E 東營市
- F/Y 煙台市[註 42]
- G/V 濰坊市[註 43]
- H 濟寧市
- J 泰安市
- K 威海市
- L 日照市
- M 滨州市
- N 德州市
- O 原警用[註 44][31]
- P 聊城市
- Q/W 臨沂市[註 45]
- R 菏澤市

### 河南省（豫）
- A/V 鄭州市[註 46]
- B 開封市
- C 洛陽市
- D 平頂山市
- E 安陽市
- F 鹤壁市
- G 新鄉市
- H 焦作市
- J 濮陽市
- K 許昌市
- L 漯河市
- M 三門峽市
- N 商丘市
- P 周口市
- Q 駐馬店市
- R 南陽市
- S 信陽市
- U 濟源市

### 湖北省（鄂）
- A/W武漢市[註 47][註 48]
- B 黃石市
- C 十堰市
- D 荊州市
- E 宜昌市
- F 襄阳市
- G 鄂州市
- H 荊門市
- J 黃岡市
- K 孝感市
- L 咸寧市
- M 仙桃市
- N 潛江市
- O 警用[註 49]
- P 神农架林区
- Q 恩施土家族苗族自治州
- R 天门市
- S 隨州市

### 湖南省（湘）
- A 长沙市[註 50]
- B 株洲市[註 51]
- C 湘潭市
- D 衡阳市[註 52]
- E 邵阳市
- F 岳阳市[註 53]
- G 张家界市
- H 益阳市[註 54]
- J 常德市[註 55]
- K 娄底市[註 56]
- L 郴州市
- M 永州市[註 57]
- N 怀化市
- O 原公務用車[34]
- S 省直
- U 湘西土家族苗族自治州

### 廣東省（粤）
- A 廣州市[註 58]
- B 深圳市
- C 珠海市
- D 汕頭市
- E 佛山市[註 59]
- F 韶关市
- G 湛江市
- H 肇慶市
- J 江門市
- K 茂名市
- L 惠州市
- M 梅州市
- N 汕尾市
- O 省直机关[註 60]
- P 河源市
- Q 阳江市
- R 清遠市
- S 東莞市
- T 中山市
- U 潮州市
- V 揭阳市
- W 云浮市
- X 原顺德市 [註 61]
- Y 原南海市 [註 62]
- Z 香港特別行政區、澳門特別行政區[註 63]

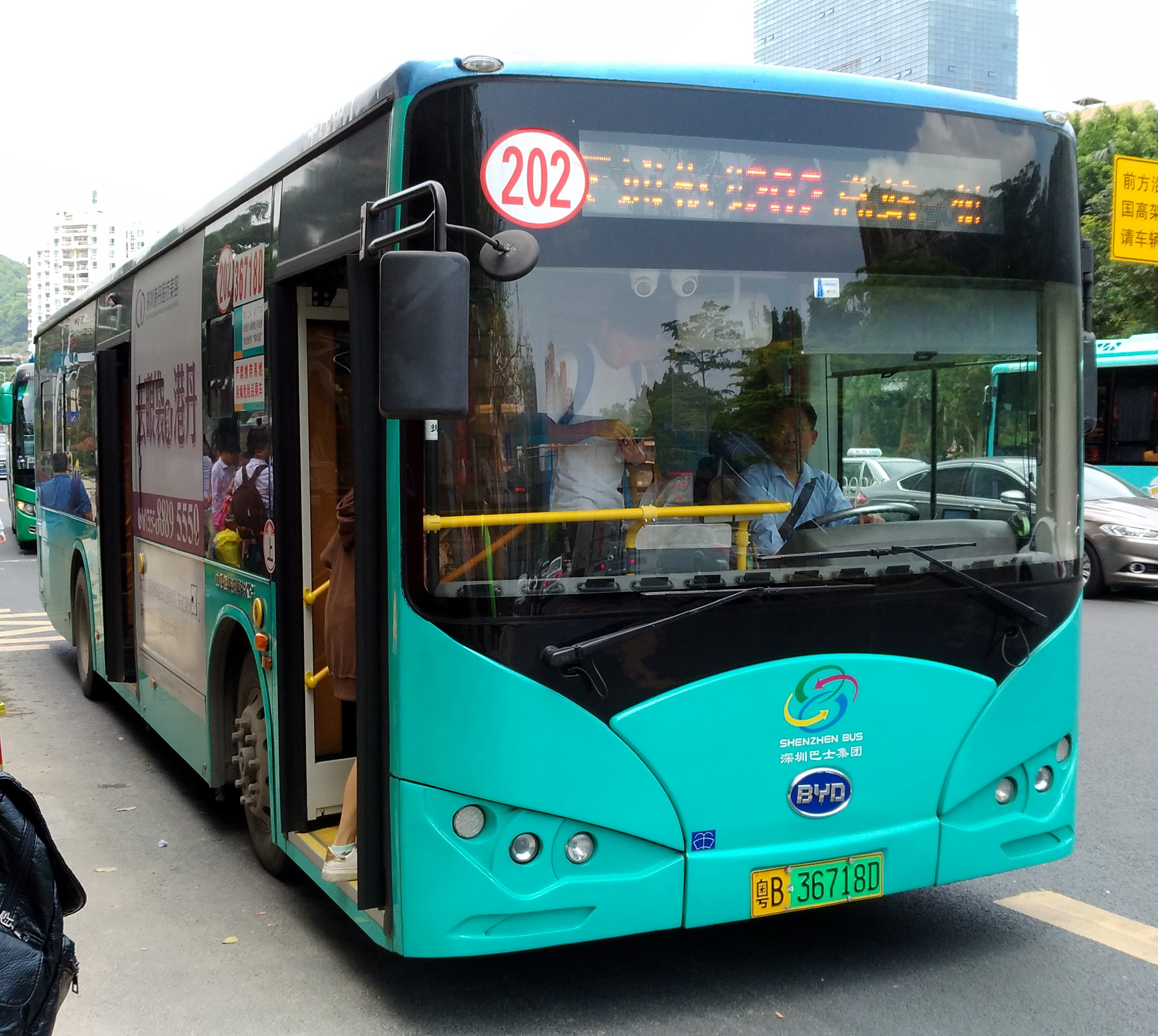
悬挂深圳市新能源专用号牌的公交车
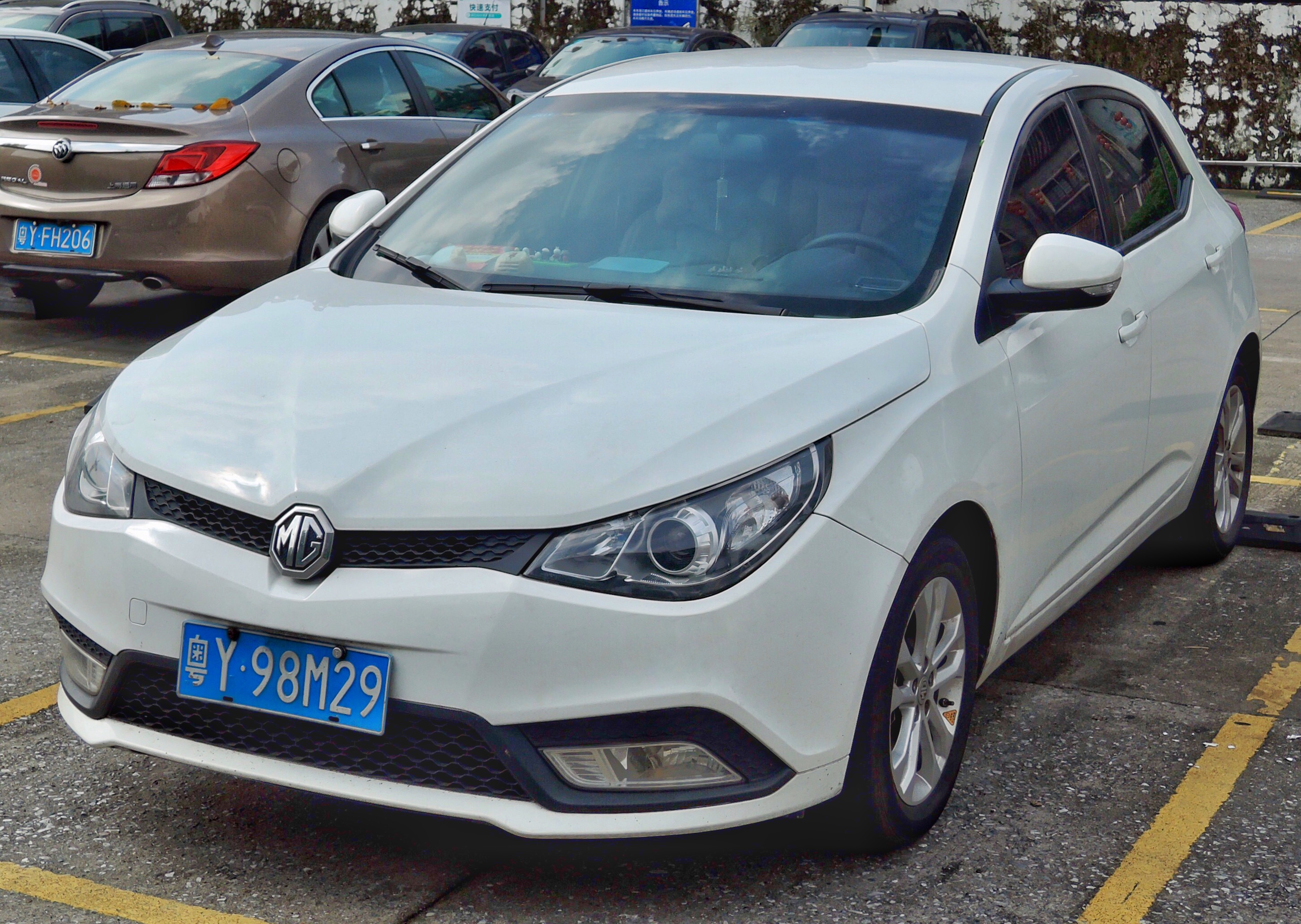
悬挂佛山市南海區粤Y号牌的名爵5，此牌照亦不再發放
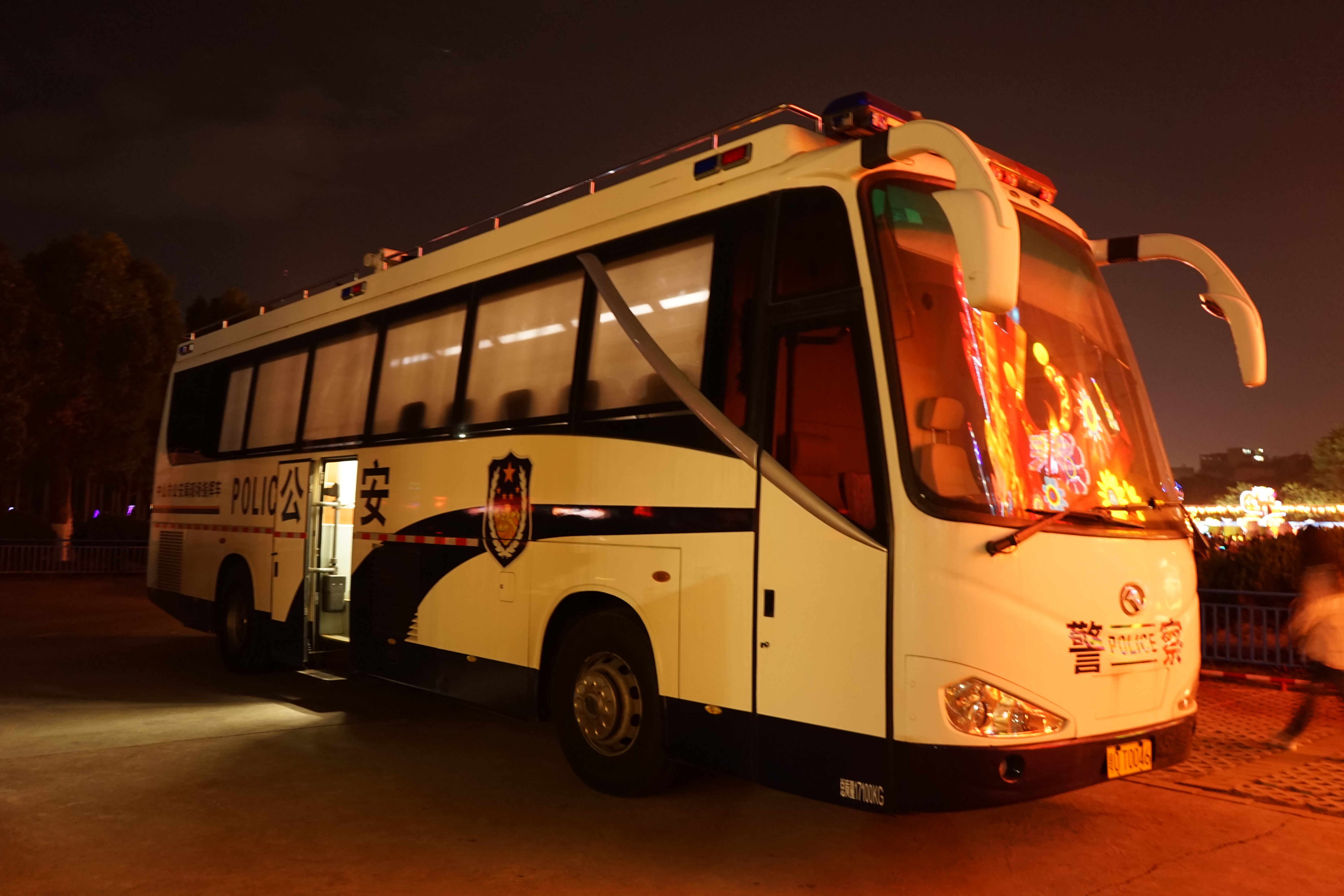
懸掛粵O牌照的警車，攝於中山
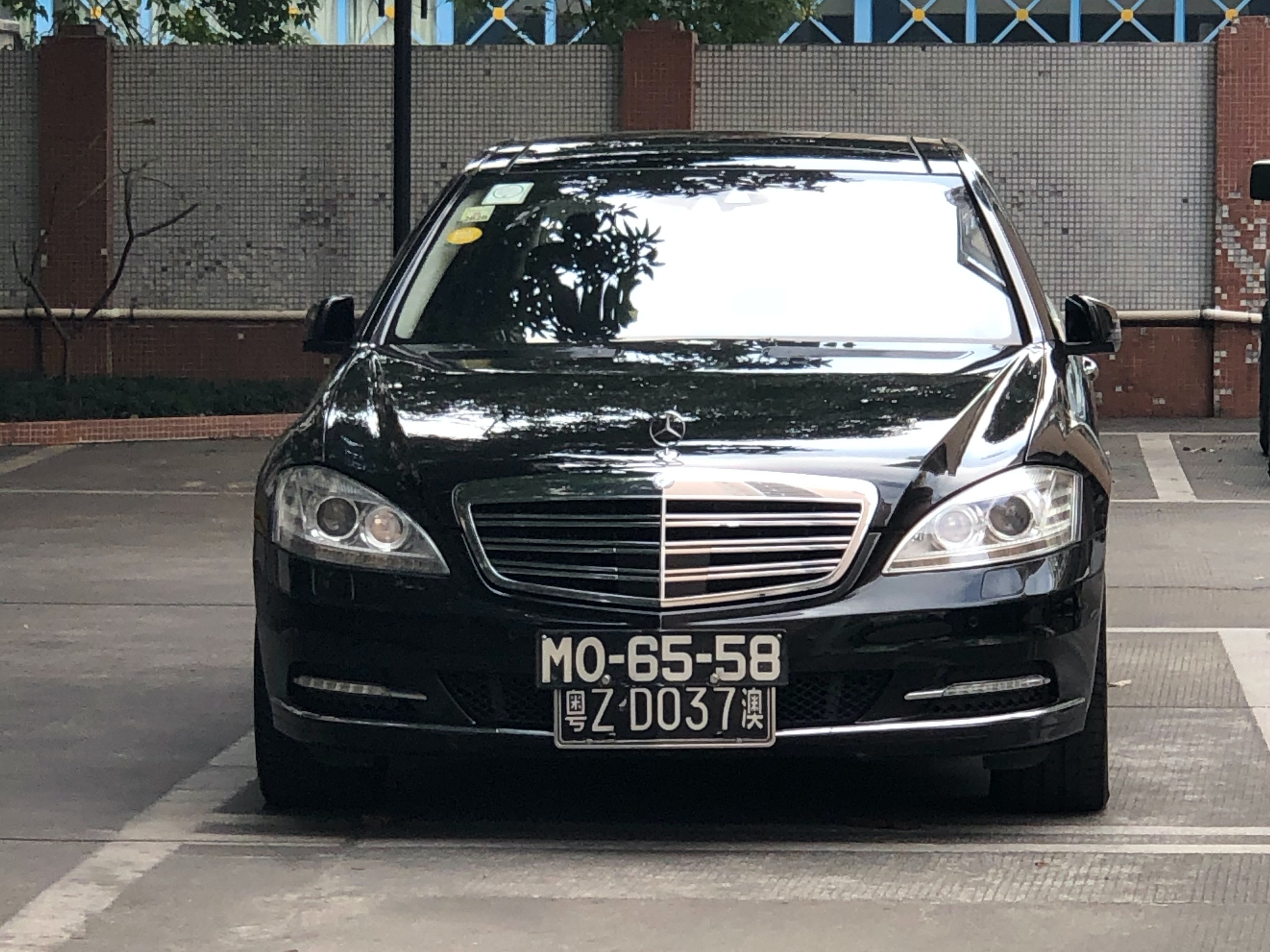
懸掛粵Z澳牌照的奔驰民用车，攝於东莞市

### 廣西壯族自治區（桂）
- A 南寧市
- B 柳州市
- C/H 桂林市[註 64]
- D 梧州市
- E 北海市
- F 崇左市
- G 來賓市
- J 賀州市
- K 玉林市
- L 百色市[註 65]
- M 河池市
- N 钦州市
- O 警用
- P 防城港市
- R 贵港市

### 海南省（琼）
- A 海口市
- B 三亚市
- C 琼海市、定安县、屯昌县、澄迈县、临高县、文昌市、万宁市
- CXS 三沙市
- D 五指山市、陵水县、保亭黎族苗族自治县、琼中黎族苗族自治县、白沙黎族自治县、昌江黎族自治县、东方市、乐东黎族自治县
- E 洋浦经济开发区
- F 儋州市[37]
- O 警用

### 陝西省（陕）

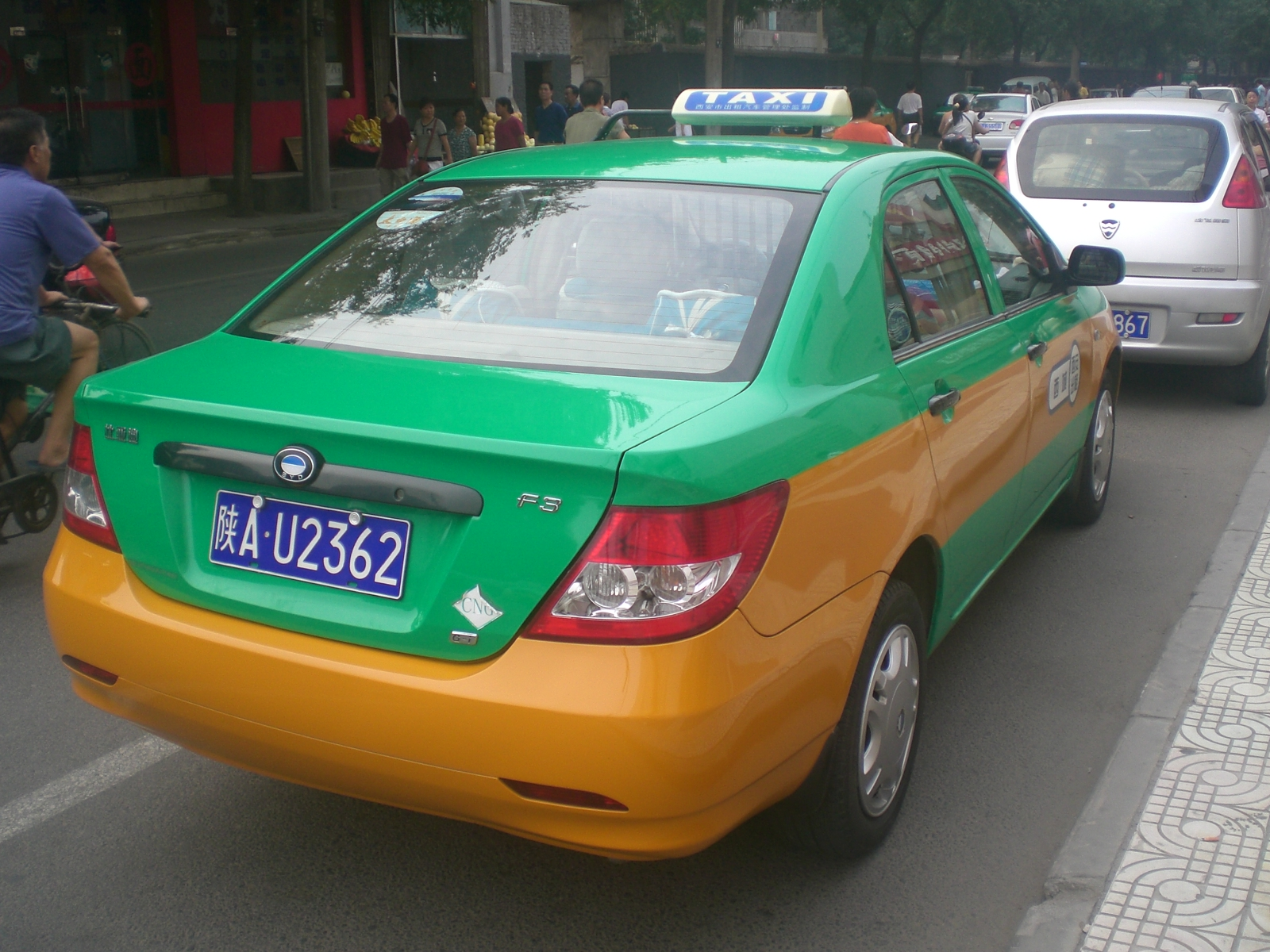
懸掛西安市車牌的計程車

### 重慶市（渝）
- A/B/C/D/F/G/H 重庆市

注：2017年5月18日起，重庆市启用新的网上预约选号服务，其中互联网选号实行全市通选，车主可自行选择号段为A-H之间的号牌，不再按区域划分号段

### 四川省（川）
- A/G 成都市[註 67]
- B 綿陽市[註 68]
- C 自貢市
- D 攀枝花市
- E 瀘州市
- F 德陽市
- H 廣元市
- J 遂宁市
- K 内江市
- L 樂山市
- M 资阳市[註 69]
- N 原涪陵市[註 70]
- O 四川省公安厅车辆管理所
- P 原黔江地区[註 71]
- Q 宜宾市
- R 南充市
- S 达州市
- T 雅安市
- U 阿坝藏族羌族自治州
- V 甘孜藏族自治州
- W 凉山彝族自治州
- X 广安市
- Y 巴中市
- Z 眉山市

### 貴州省（贵）
- A 貴陽市[註 72]
- B 六盘水市
- C 遵义市
- D 銅仁市
- E 黔西南布依族苗族自治州
- F 畢節市
- G 安顺市
- H 黔东南苗族侗族自治州
- J 黔南布依族苗族自治州

### 雲南省（云）
- A 昆明市[註 73]
- B 原东川市[註 74]
- C 昭通市
- D 曲靖市
- E 楚雄彝族自治州
- F 玉溪市
- G 红河哈尼族彝族自治州
- H 文山壮族苗族自治州
- J 普洱市
- K 西雙版納傣族自治州
- L 大理白族自治州
- M 保山市
- N 德宏傣族景颇族自治州
- O 公安[註 75]
- P 麗江市
- Q 怒江傈僳族自治州
- R 迪慶藏族自治州
- S 临沧市

### 西藏自治區（藏）
- A 拉薩市
- B 昌都市
- C 山南市
- D 日喀則市
- E 那曲市
- F 阿里地區
- G 林芝市

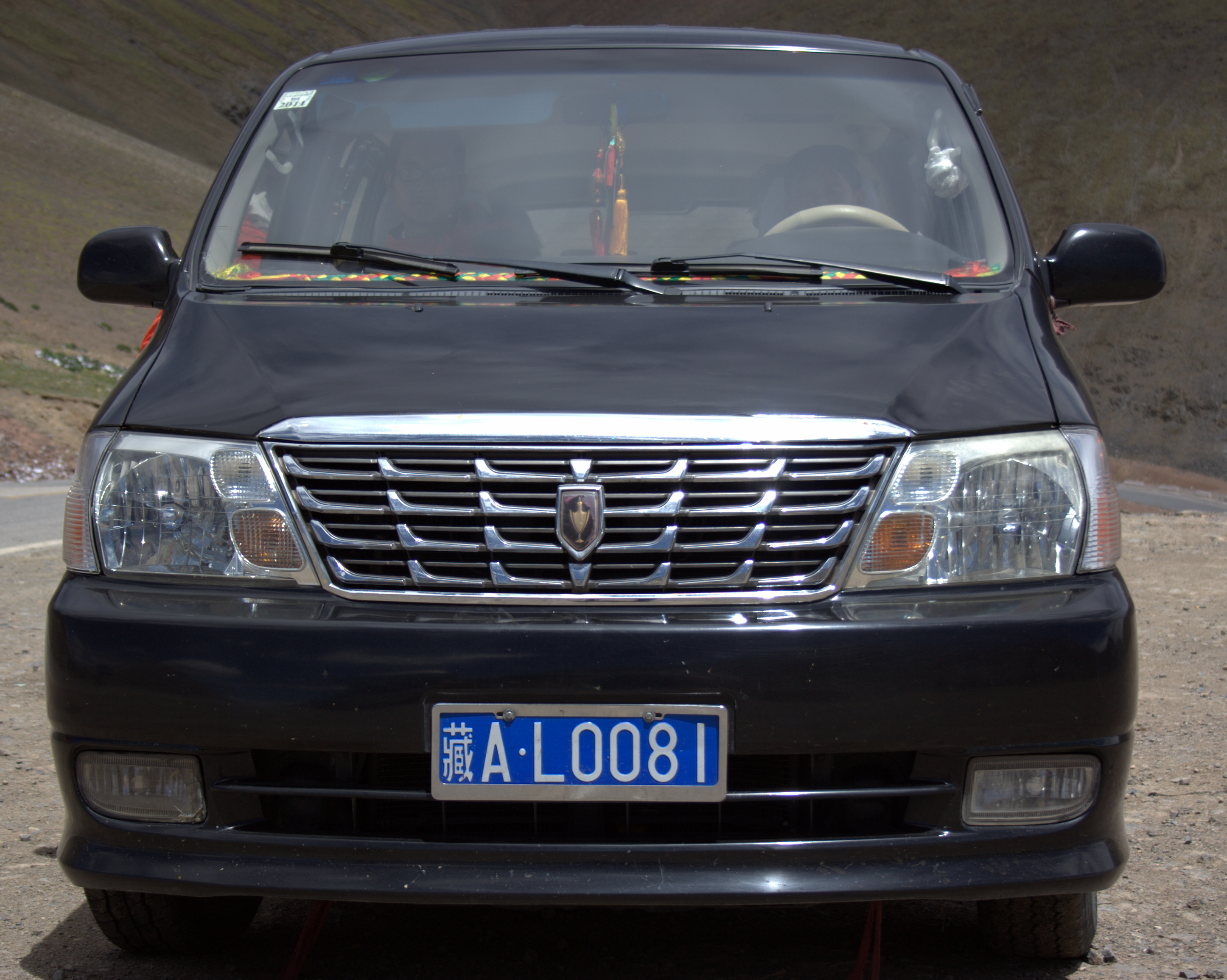
懸掛拉薩市車牌的金杯閣瑞斯

- H 原駐四川省天全縣車輛管理所[註 76]
- J 原駐青海省格爾木市車輛管理所[註 77]

### 陝西省（陕）
- A/U 西安市[註 78]、西咸新区
- B 銅川市
- C 寶雞市
- D 咸陽市
- E 渭南市
- F 漢中市
- G 安康市
- H 商洛市
- J 延安市
- K 榆林市
- V 楊淩農業高新技術產業示範區[註 79]

### 青海省（青）

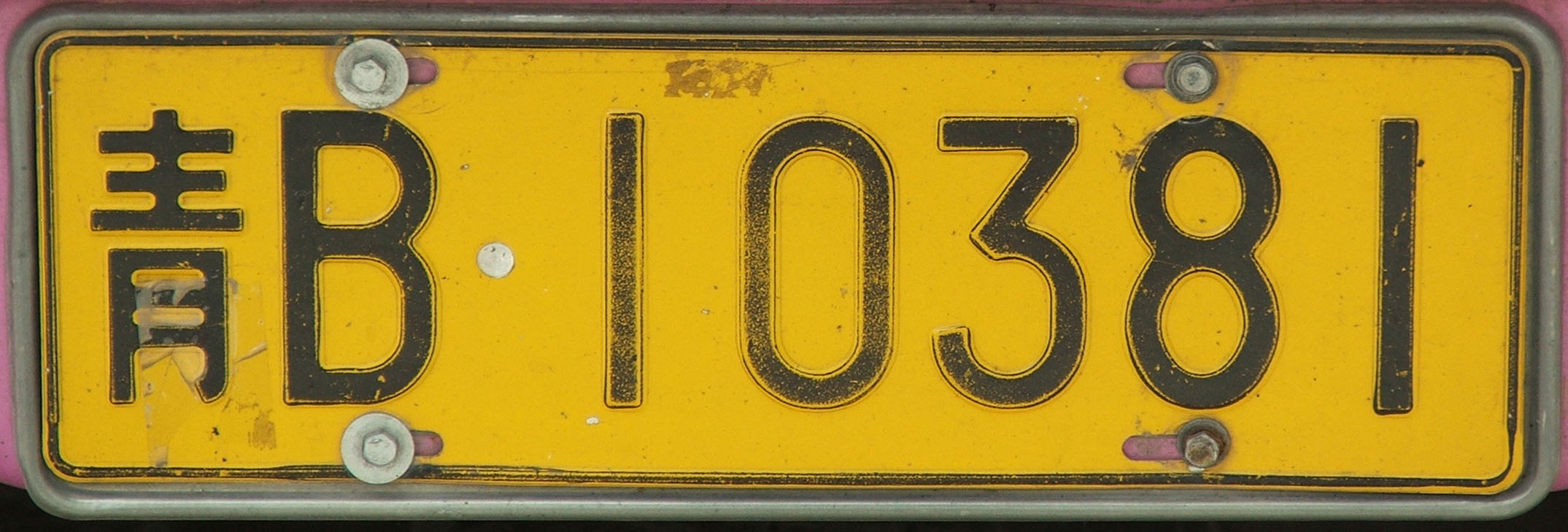
海東市車牌

### 甘肅省（甘）
- A 蘭州市
- B 嘉峪关市
- C 金昌市
- D 白銀市
- E 天水市
- F 酒泉市
- G 张掖市
- H 武威市
- J 定西市
- K 陇南市
- L 平凉市
- M 庆阳市
- N 临夏回族自治州
- O 原警用[註 80]
- P 甘南藏族自治州

### 青海省（青）
- A/O 西寧市[註 81]
- B 海东市
- C 海北藏族自治州
- D 黄南藏族自治州
- E 海南藏族自治州
- F 果洛藏族自治州
- G 玉树藏族自治州
- H 海西蒙古族藏族自治州

### 寧夏回族自治區（宁）
- A 銀川市
- B 石嘴山市
- C 吳忠市
- D 固原市
- E 中卫市

### 新疆維吾爾自治區（新）
- A 烏魯木齊市
- B 昌吉回族自治州、五家渠市
- C 石河子市
- D 奎屯市、胡杨河市
- E 博尔塔拉蒙古自治州、雙河市

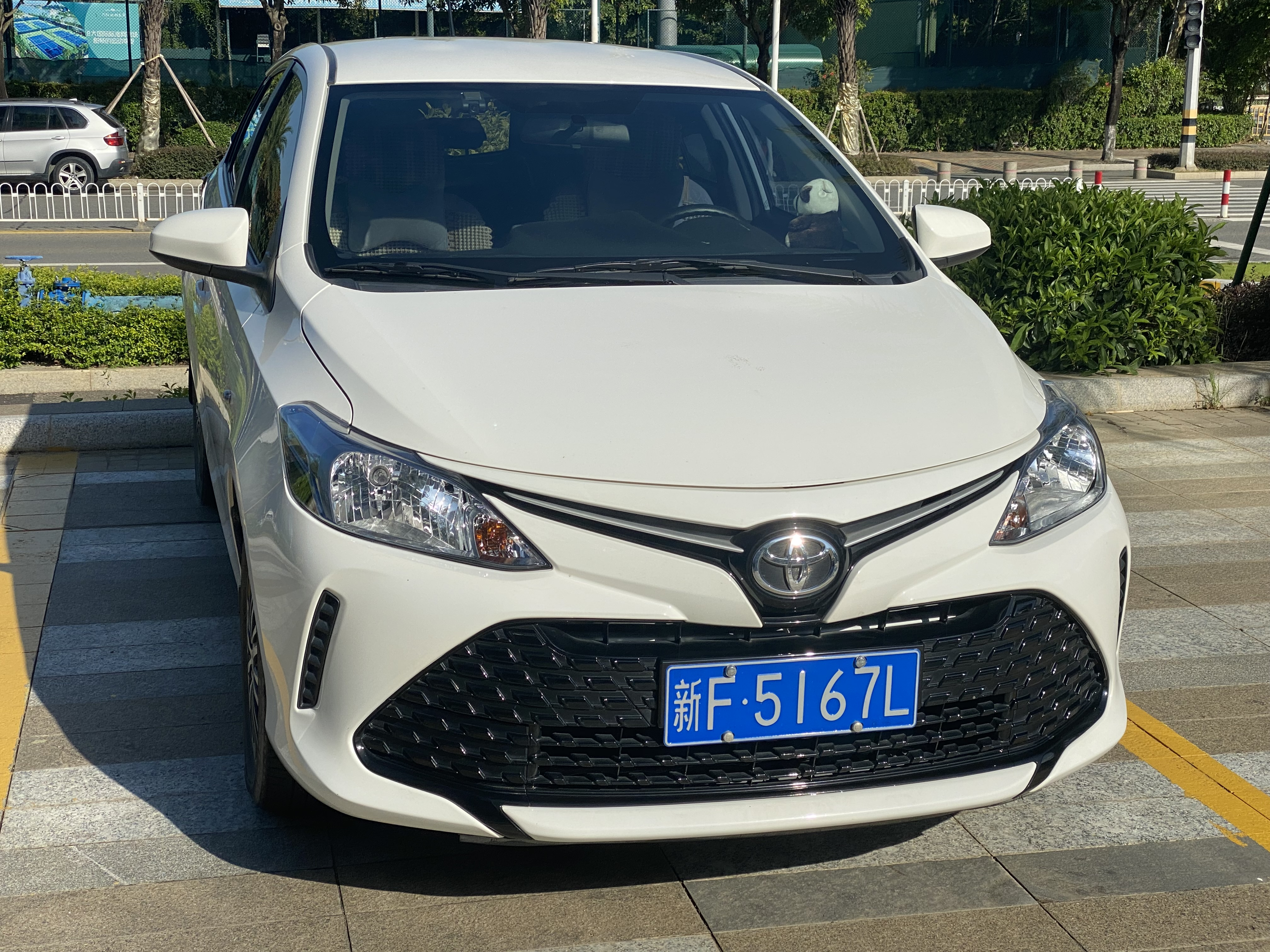
懸掛伊犁哈薩克自治州車牌的丰田Vios

- F 伊犁哈萨克自治州（不含塔城地区、阿勒泰地区和奎屯市）、可克达拉市
- G 塔城地區、白杨市
- H 阿勒泰地區、北屯市
- J 克拉玛依市
- K 吐鲁番市
- L 哈密市、新星市
- M 巴音郭楞蒙古自治州、铁门关市
- N 阿克苏地区、阿拉尔市
- O 警用
- P 克孜勒苏柯尔克孜自治州
- Q 喀什地区（不含叶城县）、图木舒克市
- R 和田地区、叶城县
- S 昆玉市